# フランツ・ヴィンターハルター
フランツ・クサーヴァー・ヴィンターハルター（Franz Xaver Winterhalter，1805年4月20日 - 1873年7月8日）は、ドイツの画家・版画家。19世紀中葉の王侯貴族の肖像画で知られ、派手やかな宮廷肖像画の代表的存在である。『侍女に囲まれたウジェニー皇后』（1855年）、オーストリアのエリーザベト皇后肖像画（1865年）などが有名。
パリを拠点にヨーロッパ中の貴族の肖像画を描いた。ヴィクトリア女王のお気に入りの画家であった。他にナポレオン3世、フランス国王ルイ・フィリップなどの肖像画も手がけた。

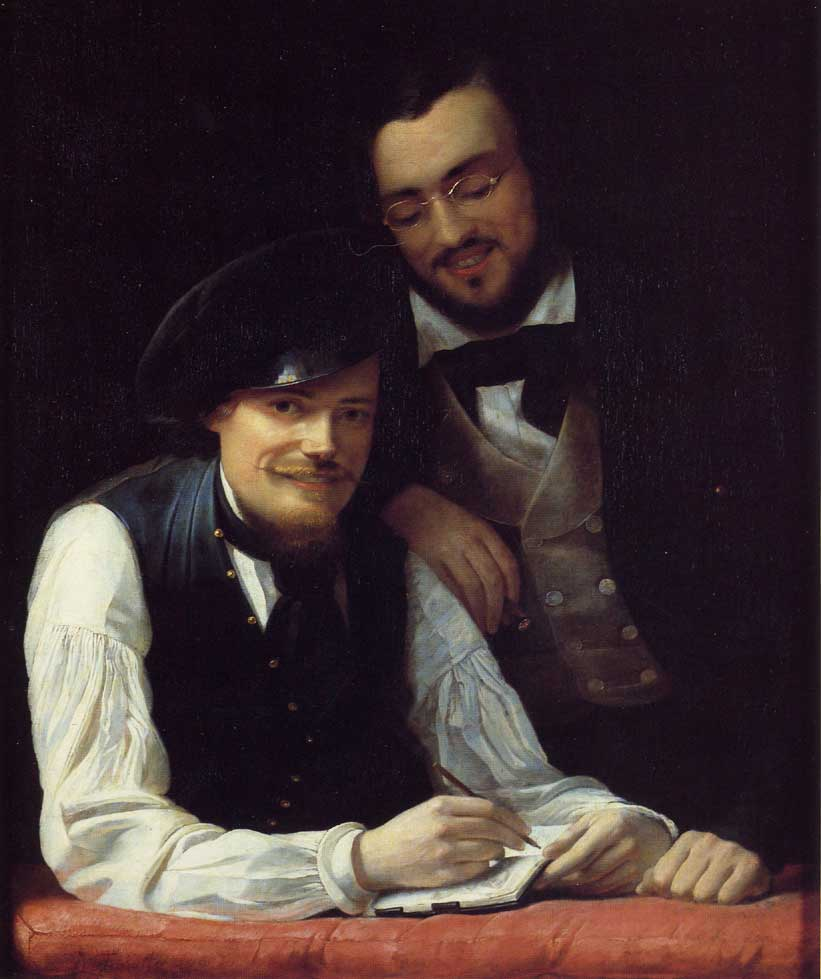
自画像、弟ヘルマン（右）とともに（1840年、カールスルーエ州立美術館蔵）

## 生涯

### 生い立ち
フランツ・クサーヴァー・ヴィンターハルターは、1805年4月20日にバーデン、シュヴァルツヴァルトにあるメンツェンシュヴァント（Menzenschwand、現在のザンクト・ブラージエンSt.Blasienの一部）という小さな村で、フィーデル・ヴィンターハルター（Fidel Winterhalter、1773-1863）の第6子として生まれた。フィーデルは村の農家兼松脂職人で、その妻エーファ・マイヤー（Eva Meyer、1765-1838）は旧家の出であった。父親は代々の農民で、ヴィンターハルターはこの父親から強い影響を受けた。8人兄弟のうち生き残ったのは4人だったが、生涯を通じてヴィンターハルターは家族、特に同じく画家であった弟のヘルマン・フィーデル・ヴィンターハルター（Hermann Winterhalter、1808-1891）と非常に良好な関係を保った。
ザンクト・ブラージエンのベネディクト派修道会に学んだのち、ヴィンターハルターは1818年に絵と彫刻を学ぶため、13歳で故郷メンツェンシュヴァントを離れ、フライブルク・イム・ブライスガウのカール・ルードヴィヒ・シューラー（Karl Ludwig Schüler、1785-1852）の工房でデッサンとリトグラフの職業訓練を受けた。1823年、18歳のときミュンヘンに行き実業家フォン・アイヒタール男爵（David von Eichthal、1775-1850）の後援を受ける。1825年、バーデン大公ルートヴィヒ1世（1763-1830）より奨学金を得てミュンヘン美術院に留学し、ペーター・フォン・コルネーリウスの下で絵画を学ぶもコルネーリウスの伝統的な技法には馴染めず、もっと自分に合う師を探し上流貴族御用達の肖像画家ヨーゼフ・カール・シュティーラー(1781-1858)について学んだ。この時期、ヴィンターハルターはリトグラファーとして生計を立てた。

### 社交界へ
1828年、ヴィンターハルターはカールスルーエのバーデン大公レオポルト1世の妃ゾフィーの絵の師範になり、社交界に入った。レオポルト大公の支援により1832年から1834年までイタリアに旅行し、活躍の場を南ドイツの外に広げることになる。ヴィンターハルターはローマでルイ＝レオポール・ロベール（Louis-Leopold Robert）の様式によるロマン主義的な風俗画を製作し、フランス学士院長オラース・ヴェルネ（Horace Vernet）の知遇を得た。カールスルーエに戻ると、レオポルト大公夫妻の肖像画を描き、大公の宮廷画家となった。
しかしヴィンターハルターはバーデンを離れ、イタリアで描いた風俗画『甘やかな安逸（Il dolce Farniente）』が1836年のサロンで注目されていたフランスへと移った。翌年製作の『デカメロン（Il Decameron）』も賞賛された。どちらもラファエロ様式の保守的な作品である。1838年、公女と並んで座るヴァーグラム公（Napoléon Alexandre Berthier）の肖像画をサロンに出品した。 また同年、ベルギー王妃ルイーズ＝マリーとその息子ブラバント公の肖像を描き、またたく間に肖像画家としての地位を確固たるものとした。おそらくこの絵を通じてヴィンターハルターの名は、ベルギー王妃の母でもあるフランス王妃マリー・アメリー・ド・ブルボンの知るところとなったと考えられる。

### 宮廷画家として

レオニーラ・ツー・ザイン＝ヴィトゲンシュタイン侯爵夫人の肖像　（1843年、ロサンゼルス、J・ポール・ゲティ美術館蔵）　乳白色の肌に高級感のある生地と鮮やかな色を対比させ、ポーズ、モデル、贅を凝らした背景が醸し出す官能性をひときわ引き立てている。

パリでヴィンターハルターはたちまち人気者になった。フランス国王ルイ・フィリップの宮廷画家に任命され、国王はヴィンターハルターに一族の肖像画を依頼、ヴィンターハルターは30点以上の作品を制作することになった。
この成功によりヴィンターハルターは、モデルによく似せながら実物以上に絵を引き立て、公式の装束に当世風の流行で華を添えることの巧みな王侯貴族専門の肖像画家として好評を得た。
しかし美術界でのヴィンターハルターの評判は芳しくなく、1836年のサロン・デビューを賞賛した批評家たちからも、真面目に取り上げるべき画家ではないと切り捨てられた。この評価はヴィンターハルターの経歴を通じてつきまとい、宗教画・歴史画を重んじ風俗画を軽視する傾向の中で肖像画製作のみを余儀なくされることとなる。ヴィンターハルター自身は王家からの初期の依頼を、歴史画、宗教画などの大きな主題のある絵画（subject painting）や学術的に評価される分野へ戻る前の一時的な寄り道とみていた。
しかし結局は自身の成功に引きずられ、後半生のほとんどを肖像画家として活動することになった。ヴィンターハルターにとっては、肖像画こそが成功と富を得た分野であり、王侯貴族の後援を受け国際的著名人となっていく。

### 肖像画家としての成功
多くの王室肖像画のモデルにはヴィクトリア女王もいた。1842年に初めてイギリスを訪問して以来、ヴィクトリア女王とアルバート公、さらには増えていく2人の家族を描くために幾度となく再訪して少なくとも120点の絵画を製作した。その多くは王室所蔵品（Royal Collection）としてバッキンガム宮殿ほかの王宮で公開展示されている。ヴィンターハルターはまたイギリス貴族の肖像を何点か製作しているが、そのほとんどが宮廷と社交のあった人物である。1848年のルイ・フィリップの亡命にも評判を落とすことはなく、ヴィンターハルターはスイスへ行き、ベルギーとイギリスで仕事をした。

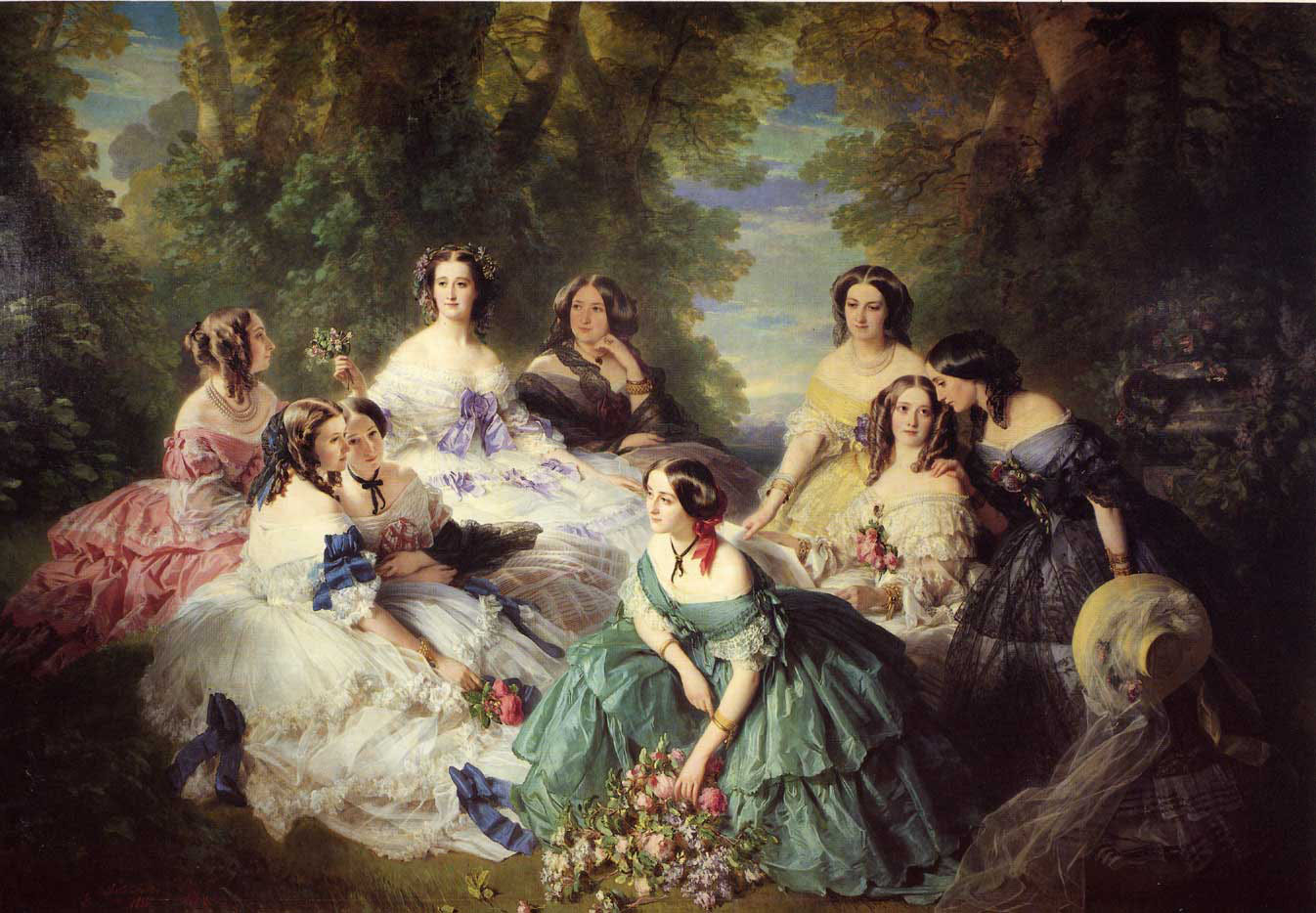
侍女に囲まれたウジェニー皇后　（1855年、コンピエーニュ城美術館Château de Compiègne蔵）　18世紀の田園風景に範を取ったこの記念碑的作品は、森の木陰を背景に女主人とその取り巻きを配置しているが、この構図は非常に作為的で形式的なものである。中央やや左よりの皇后は、取り囲まれながらも他を圧する存在感を示す。

王朝の瓦解から次の王朝の興隆まで、ヴィンターハルターは不遇の時代を耐え続ける。死の数年前までパリを離れることはなく、フランスでの肖像画依頼が途絶えると、歴史画のような古典的分野に戻り『フロリンダ（Florinda）』（1852、ニューヨーク、メトロポリタン美術館）を描いている。スペインの伝承をもとに女性美を賛美した喜悦に満ちた作品である。同年、婚約を破棄され、独身のまま絵画制作に専念した。
ナポレオン3世即位後、ヴィンターハルターの人気は上昇し、以降フランス第二帝政下でフランス皇室の宮廷主席画家となった。美しいウジェニー皇后を好んでモデルとし、皇后もヴィンターハルターの要請に積極的に応じた。1855年、ヴィンターハルターは傑作『侍女に囲まれたウジェニー皇后の肖像（Portrait de l'Impératrice Eugénie entourée de ses dames d'honneur）』を描く。この絵でヴィンターハルターは、牧歌的な光景の中に、侍女とともに仲良く輪になって花を集めるフランス皇后を配した。この絵は賞賛を浴び、1855年の万国博覧会で展示された。今なおヴィンターハルターの最も有名な作品である。
1852年、ヴィンターハルターはスペインに行き、イサベル2世女王と娘マリア・イザベル王女の肖像画を描いた。パリを訪れたロシア貴族も競ってこの高名な巨匠に肖像画を注文した。その後、「王侯の画家」の異名を授かったヴィンターハルターの元にはイギリス王室（1841年から）をはじめスペイン、ベルギー、ロシア、メキシコ、ドイツ各地、フランスの各帝室・王室から依頼が相次いだ。ポーランド貴族、ロシア貴族を描いた重要な肖像画も数多く製作している。1857年にはロシア皇后（Царица）マリア・アレクサンドロヴナの肖像画を描いている。
1860年代のマクシミリアン1世による第2次メキシコ帝国下で、ヴィンターハルターは皇帝皇后夫妻の肖像画製作を請け負った。メキシコ皇后シャルロッテの母は、フランスで画業を始めた頃にヴィンターハルターが肖像画を描いたベルギー王妃ルイーズ・マリーであった。メキシコ皇室関係者の肖像画のいくつかは今もメキシコシティの皇宮チャプルテペク城（現在の国立歴史博物館（Museo Nacional de Historia）にある。

### 晩年

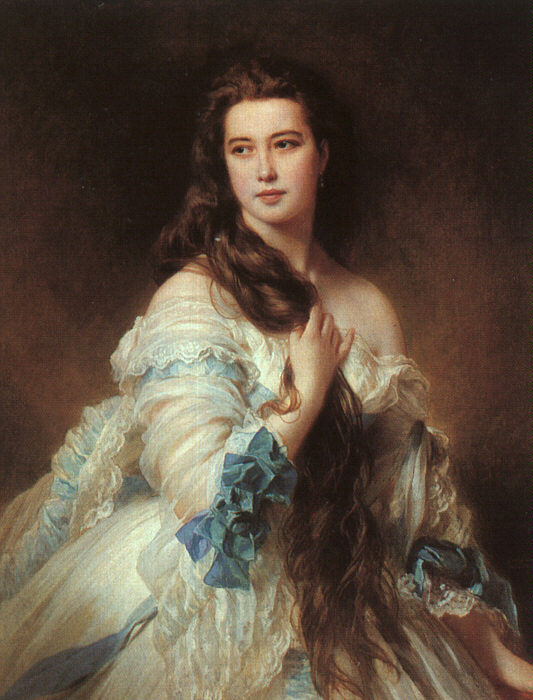

肖像画依頼が殺到し、しかもその多くは同時に複数枚数の製作を求める依頼だったため、ヴィンターハルターは助手を多数使って対処した。これほどまでも王侯からの寵愛を受けた肖像画家は過去になく、ヴィンターハルターほどの国際的活躍を見せた画家もわずかにルーベンス、ヴァン・ダイクを数えるのみである。
ヴィンターハルターは仕事による忙殺から身を休めるためイタリア、スイスなどの外国、とりわけドイツで休暇を過ごした。大変な成功と人気を得ながら生活はごくつましかったヴィンターハルターだったが、長年のフランス暮らしにもかかわらず故国ドイツへの愛着は深く、1859年、お気に入りの保養地バーデン＝バーデンに別荘を買っている。 
1864年はヴィンターハルターにとってイギリス最後の訪問の年となった。同年秋にはウィーンに行き、最も有名な作品のひとつであるフランツ・ヨーゼフ1世と皇后エリーザベトの肖像画を製作している。齢を重ねるごとにヴィンターハルターのフランスとのつながりは弱まり、ドイツへの関心は増していった。療養のためスイス滞在中に普仏戦争が勃発し、その結果1870年9月にフランス第二帝政は終わりを告げる。戦争終結後もヴィンターハルターはフランスには戻らずバーデンへと赴き、そこでバーデン公認の宮廷画家に任じられ、カールスルーエに居を構えた。人生の最後の2年間はほとんど絵を描くこともなく、1873年夏、フランクフルト・アム・マイン滞在中に発疹チフスにかかり、7月8日に亡くなった。68歳だった。

## 作風の特徴
ヴィンターハルターが肖像画家としての全盛期を迎えたのはフランス第二帝政期以降であり、生涯後期の20年間に最高傑作を生み出すことになった。ヴィンターハルターは贅沢でくつろいだ時代の空気、快楽主義と愉悦に自身の様式を合わせていった。ヴィンターハルターの1850年代、60年代の女性モデルは初期作品とは身体的、性格的特徴を異にしており、控えめでも慎ましやかでもない。いっぽうで、男性の肖像画には個性的で記憶をとどめる作品は少ない。
ヴィンターハルターは美術批評家からは賞賛を得られず、迎合的で上辺と見栄を繕った作品と常に批判されつづけた。しかし、パトロンの王侯貴族からは高く評価され、イギリス、フランス、スペイン、ロシア、ポルトガル、メキシコ、ベルギーの王家すべてから肖像画の注文が舞い込んだ。カンヴァス画の大作により非常に高い人気を得、リトグラフによる肖像画の複製も名声を広めるのに一役買った。
ヴィンターハルターの肖像画は、ほのかに香るような親しみやすさで評価が高い。その魅力の本質は難解な説明を要するものではない。ヴィンターハルターは、モデルが民衆にアピールしたいと望むとおりのイメージを作り上げた。モデルのポーズ取りに巧みで芝居に近いほどの構成感を生み出すうえ、生地や毛皮、宝飾品にもモデルの表情と同じくらい意識を置き、その質感を伝える技法にも卓越していた。製作は非常に早くまたよどみがなく、多くの場合下絵なしでカンヴァスの上に直接構図を配置した。その肖像画は優美で洗練され、実物そっくりで、しかも好ましい理想化が加えられている。
ヴィンターハルターの製作手法は、人物の描画・造形に十分な訓練を積んでいるとはいえ、下準備なしでカンヴァスに直接描いていくというものであったと考えられている。ヴィンターハルターがモデルの衣装やポーズを決めることもよくあった。その様式は、優雅かつコスモポリタン的で、真実らしさに満ちたものである。肖像画の多くは自身の工房で、またリトグラフの形で複製された。
ヴィンターハルターを美術史の中に位置づけるのは難しい。ヴィンターハルターに比肩しうる存在は容易にみあたらず、またどの流派にも収まりきらない。初期作品は新古典主義に近いが、その様式は新ロココ調とも呼べるものである。死後、ヴィンターハルターの絵画はロマン主義的で外面だけの浅薄なものだとして好まれなくなった。人物・生涯についてもほとんど知られることがなく、近年までその芸術を真摯に取り上げられることもなかった。しかし1987年、イギリスのナショナル・ポートレート・ギャラリーやフランスのプティ・パレで大規模な展覧会が開かれ、再び脚光を浴びることになる。今日その作品はヨーロッパ、アメリカの第一級の美術館で展示されている。

## 伝記
- Franz Xaver Winterhalter and the Courts of Europe, 1830-70, Ormond, Richard and Blackett-Ord, Carol, Exh. cat. National Portrait Gallery, London, 1987. ISBN 0-8109-3964-9
- Franz Xaver Winterhalter (1805–1873) Catalogue Raisonne, Eugene Barilo von Reisberg, BvR Arts Management, 2007, ISBN 978-0-646-47096-2

## ギャラリー
複数人が描かれた作品

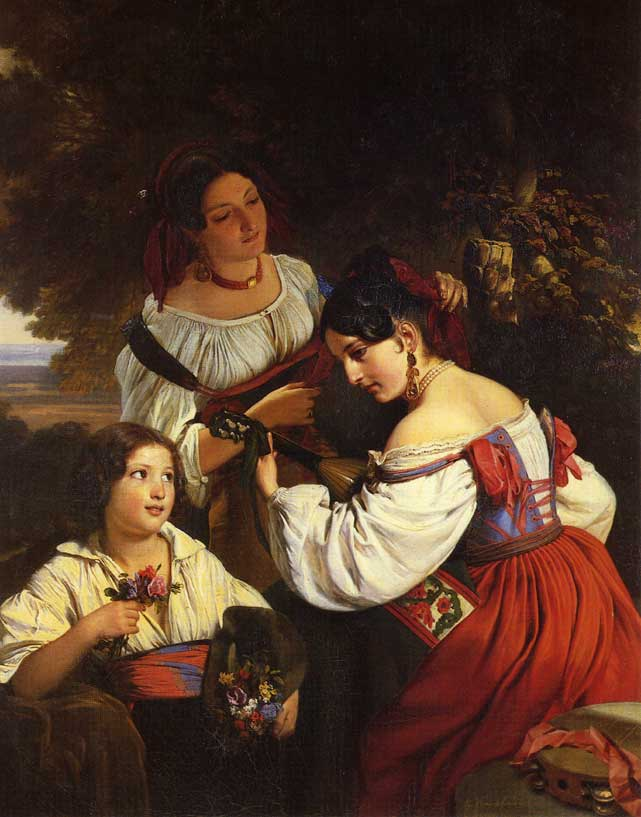
1833年『ローマ風の風俗画』
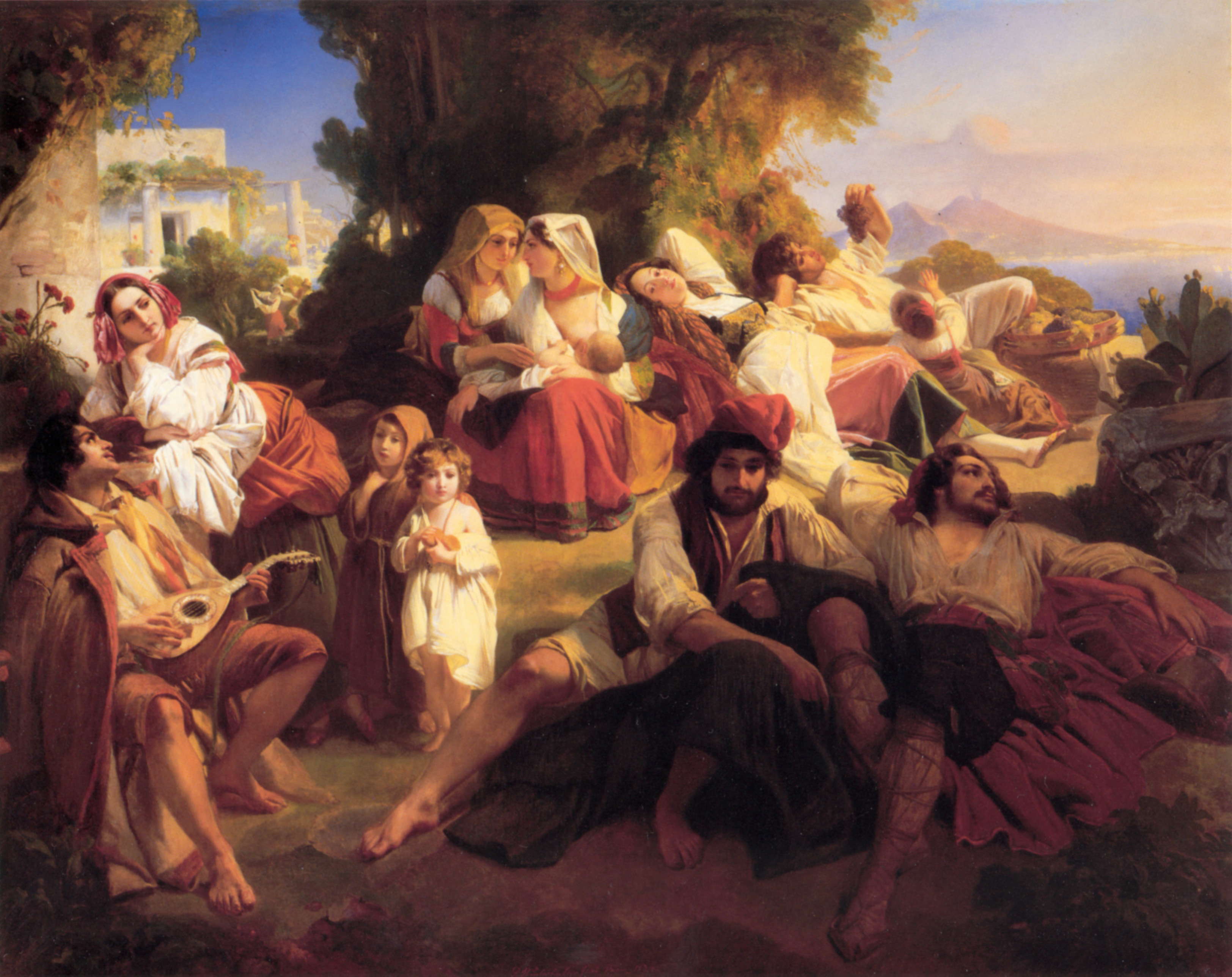
1836年『甘やかな安逸』
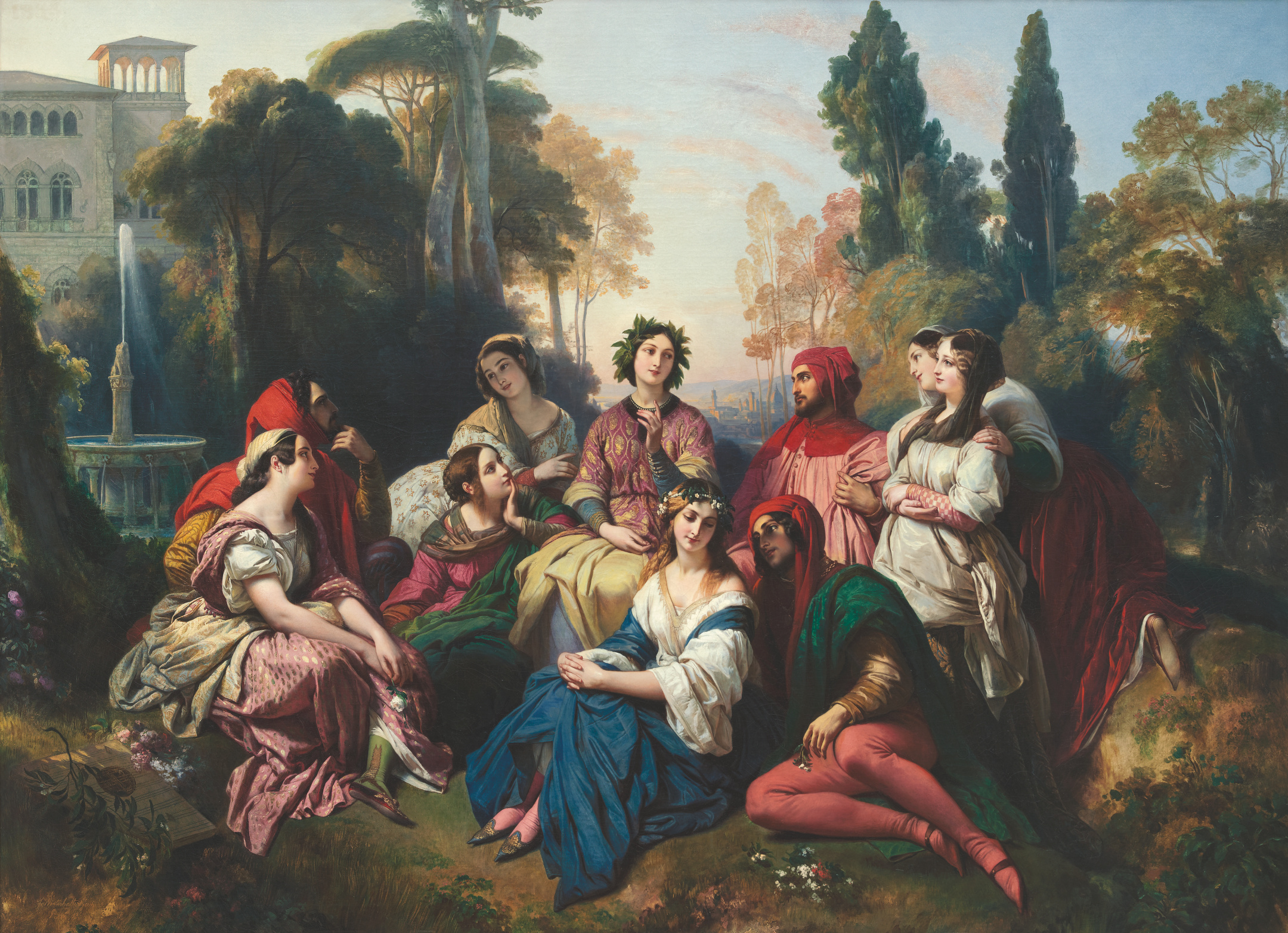
1837年『デカメロン』

個人肖像画

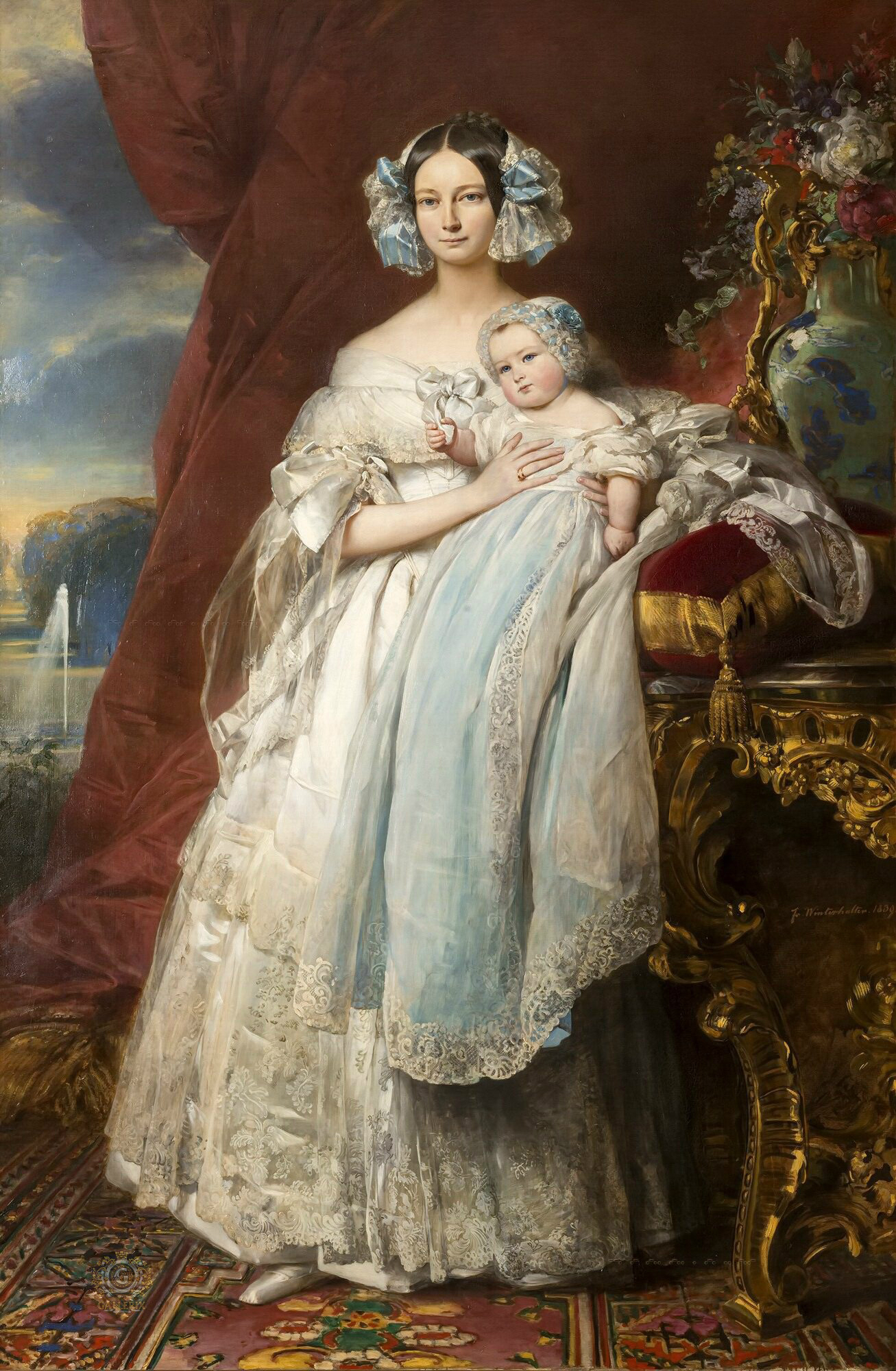
1939年、オルレアン公妃エレーヌ
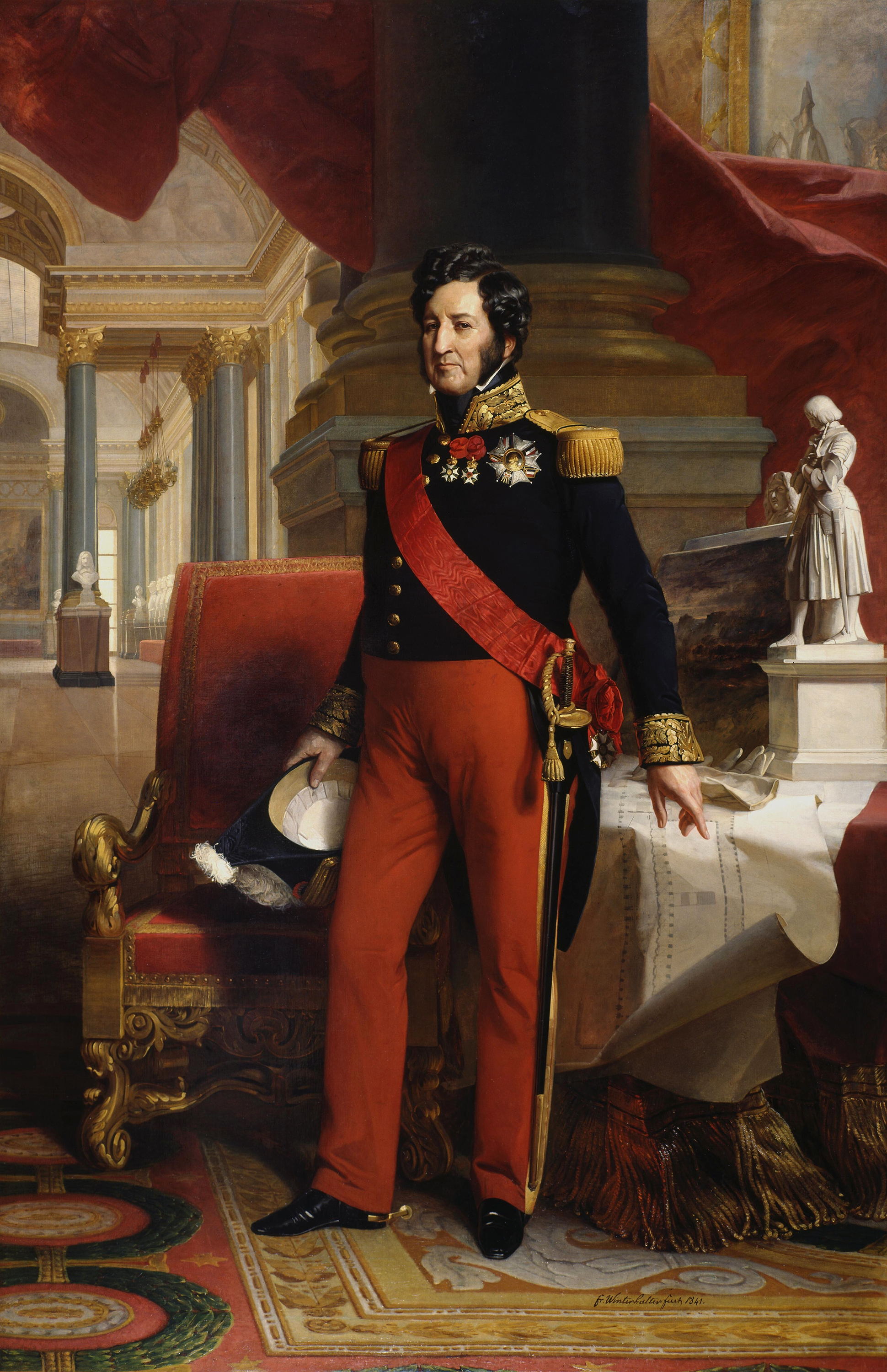
1841年、フランス王ルイ・フィリップ
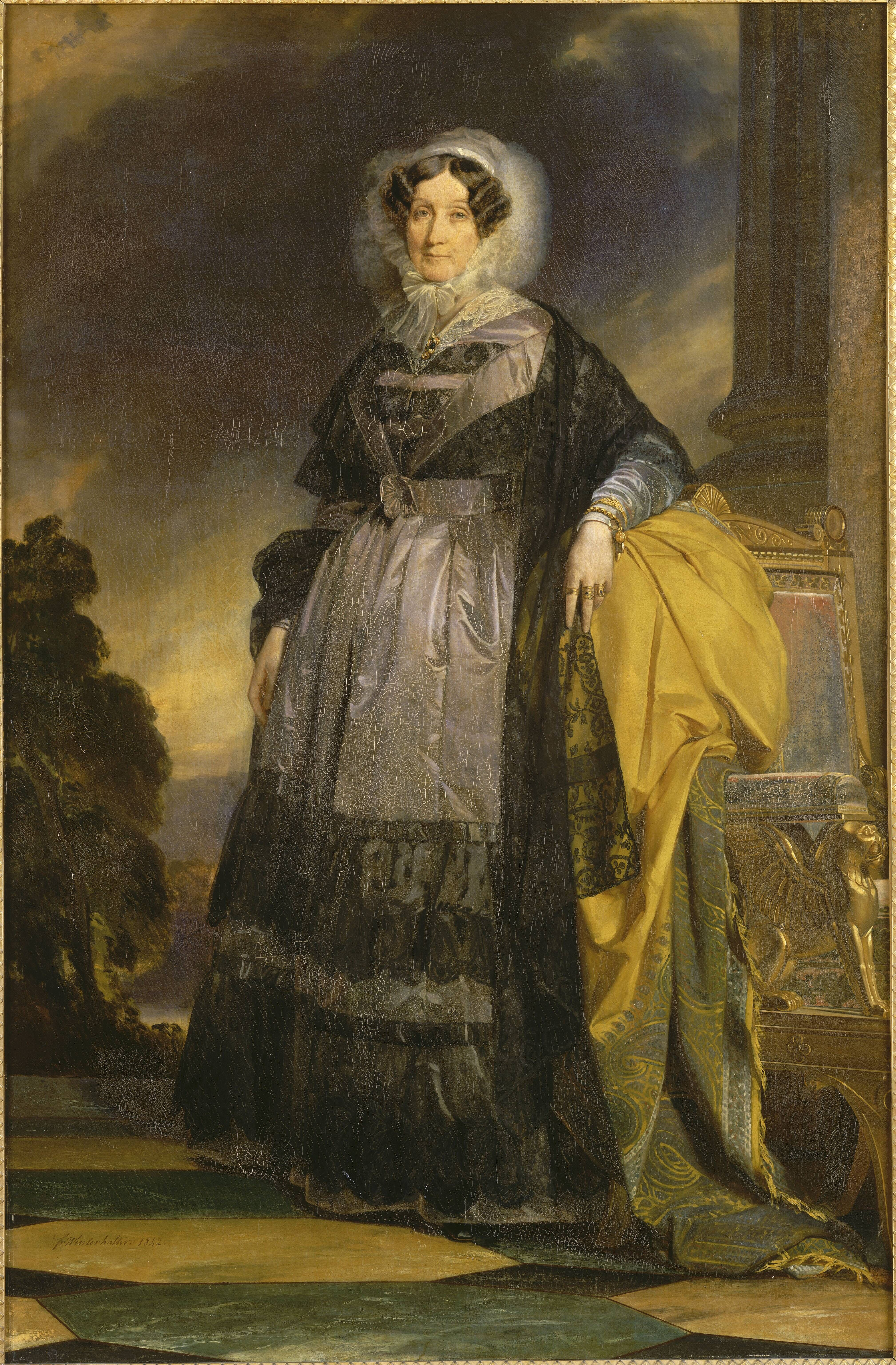
1842年、ルイーズ・マリー・アデライード・ドルレアン
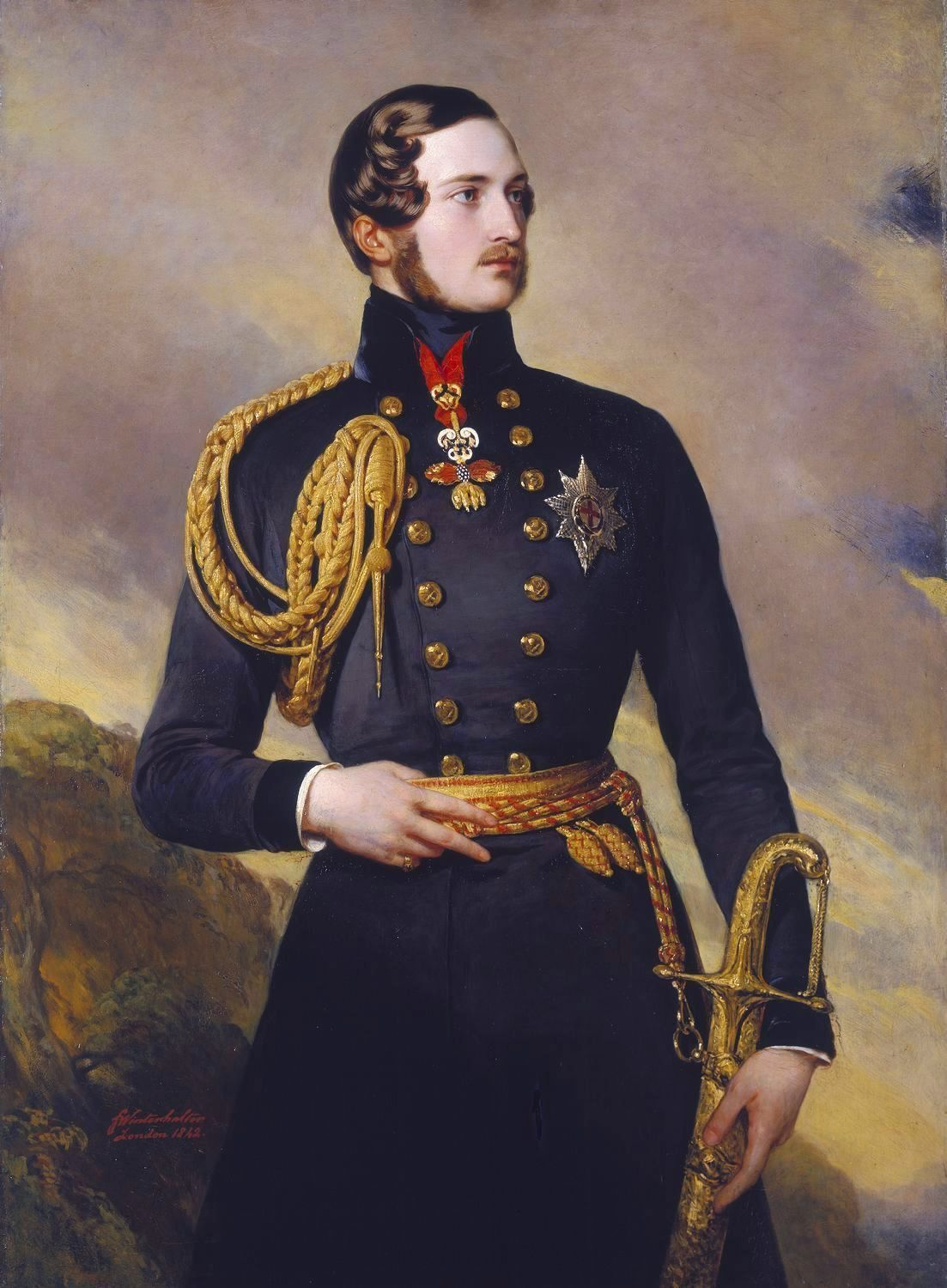
1842年、アルバート王配
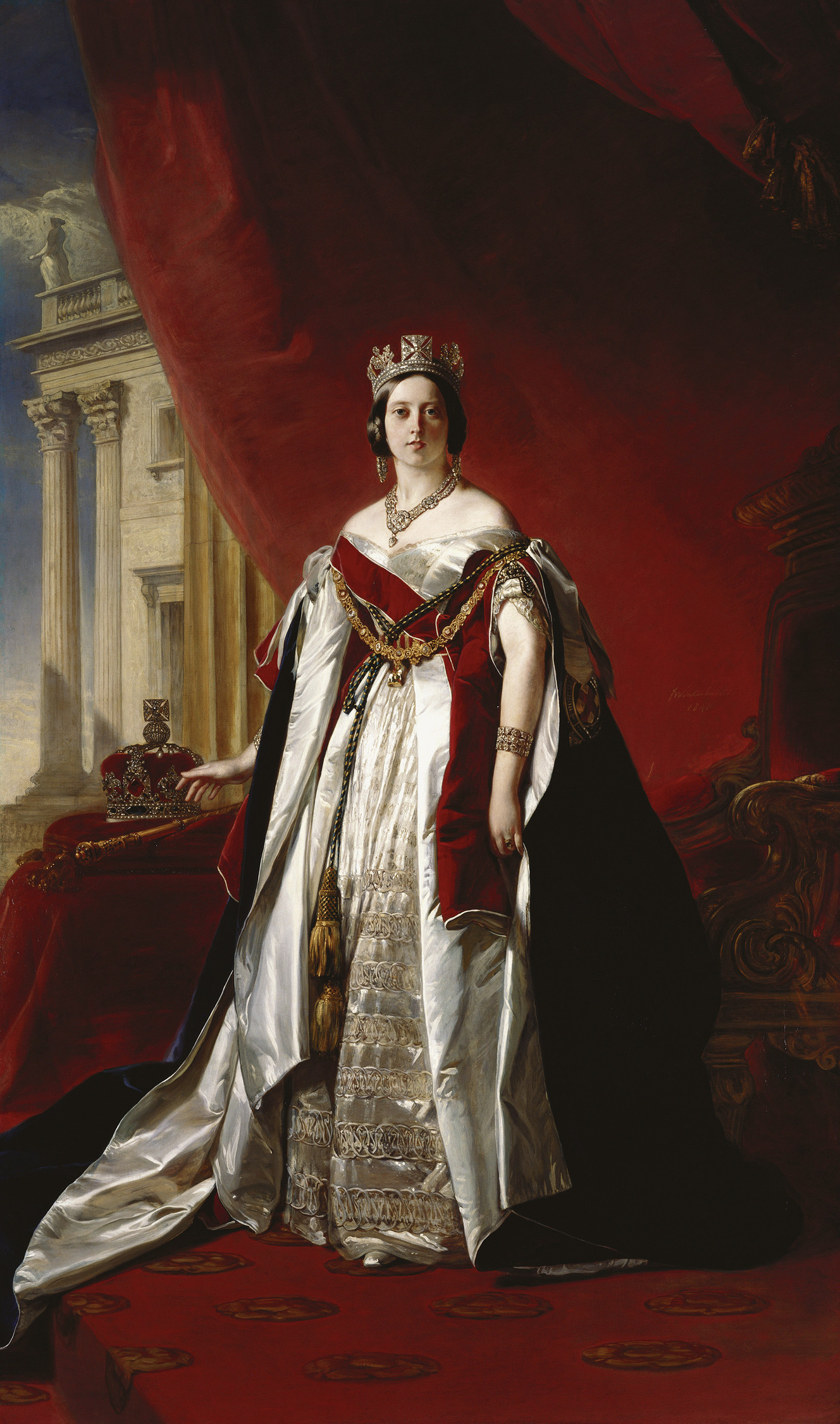
1843年、イギリス女王ヴィクトリア
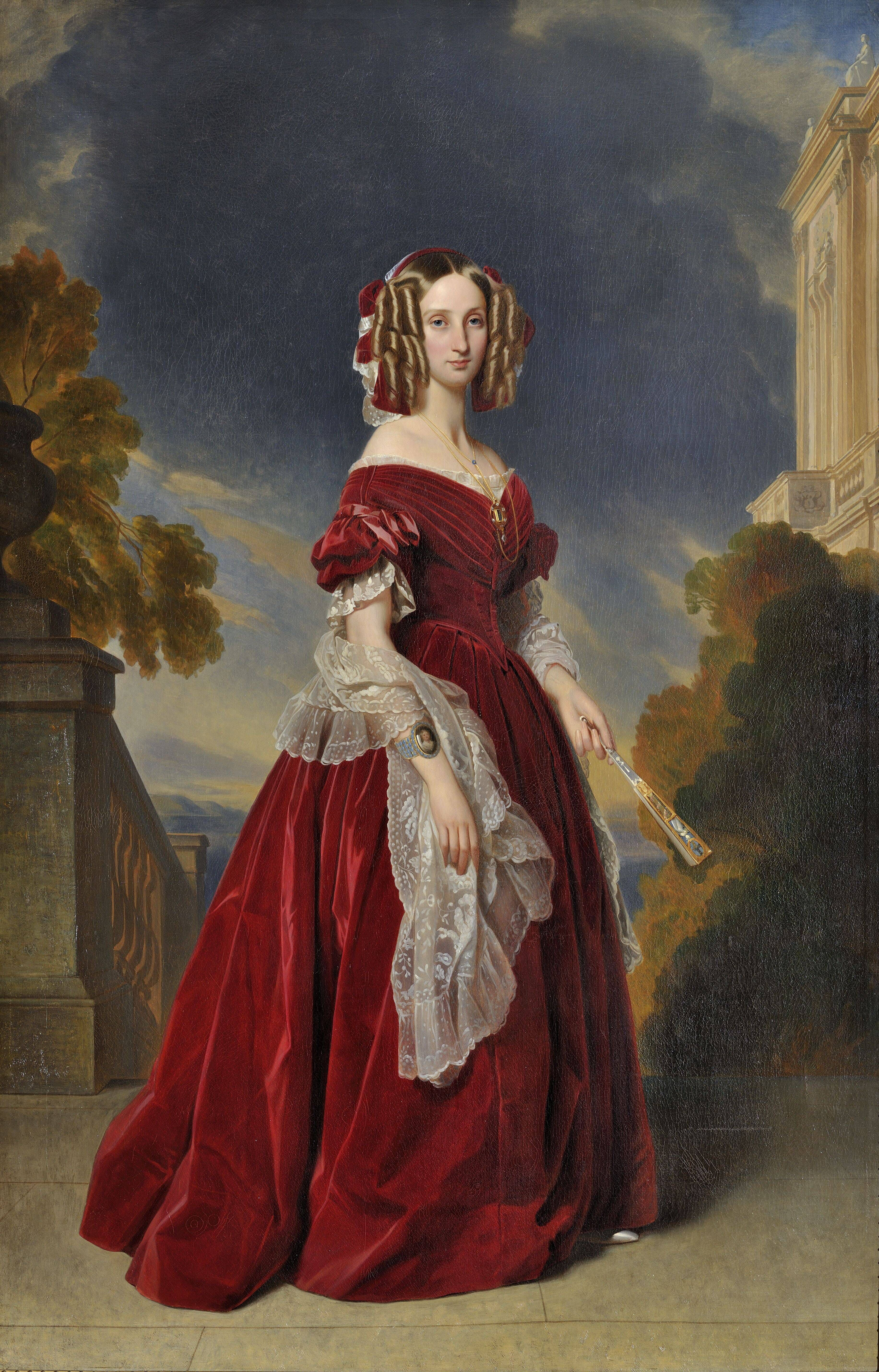
1844年頃、ベルギー王妃ルイーズ＝マリー
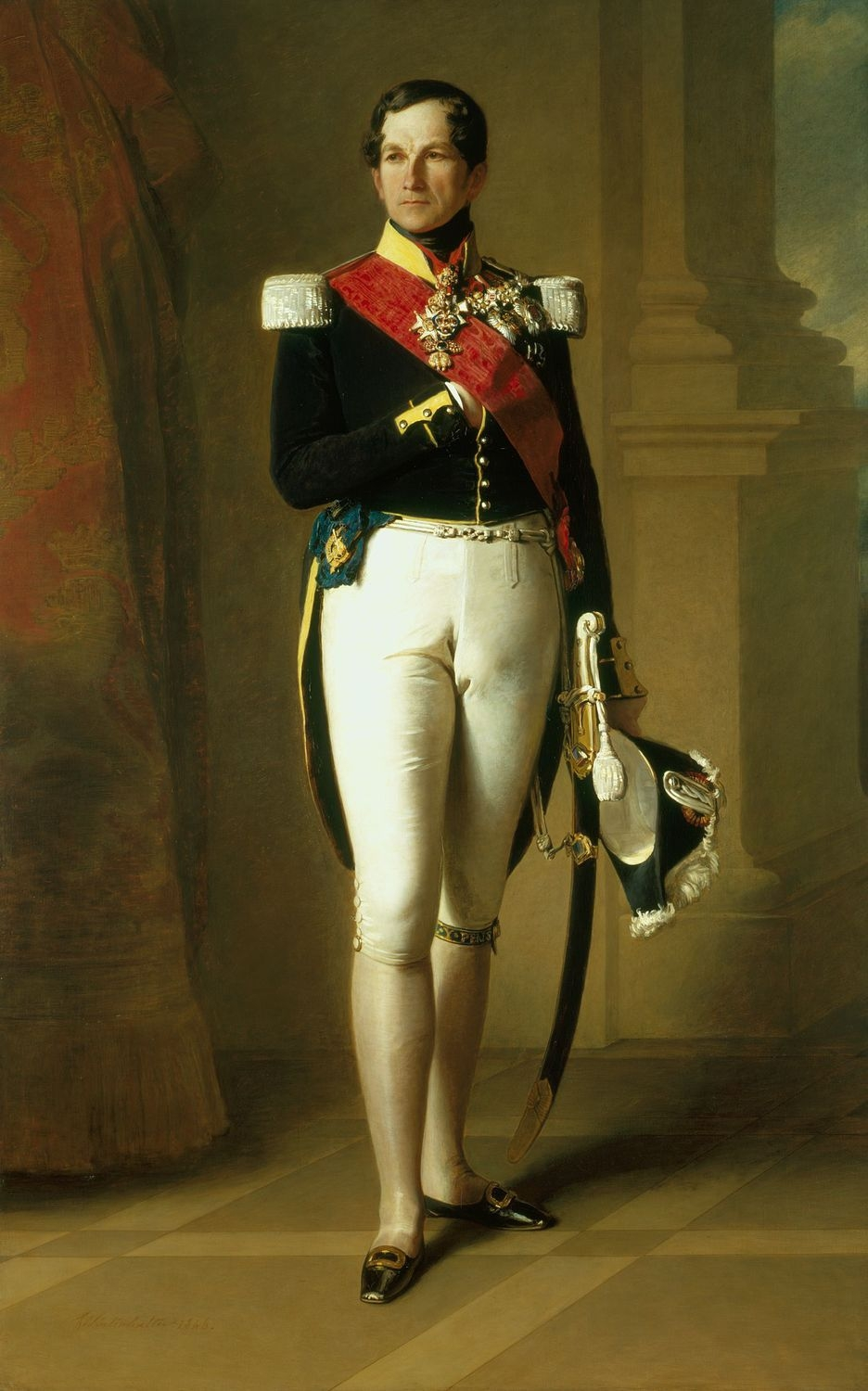
1846年、ベルギー国王レオポルド1世
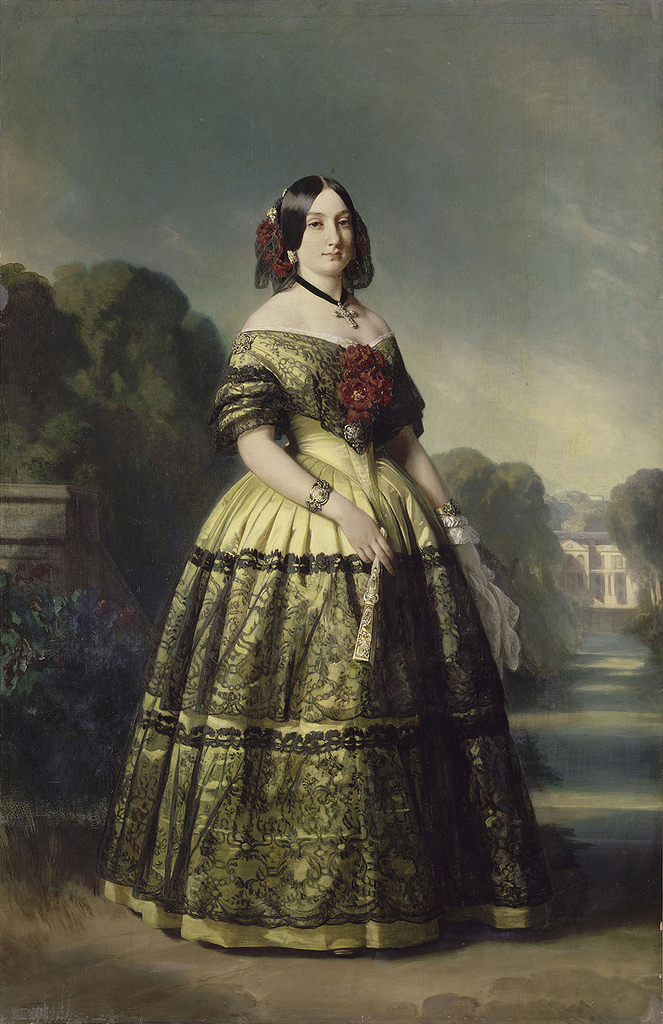
1847年、モンパンシエ公妃ルイサ・フェルナンダ
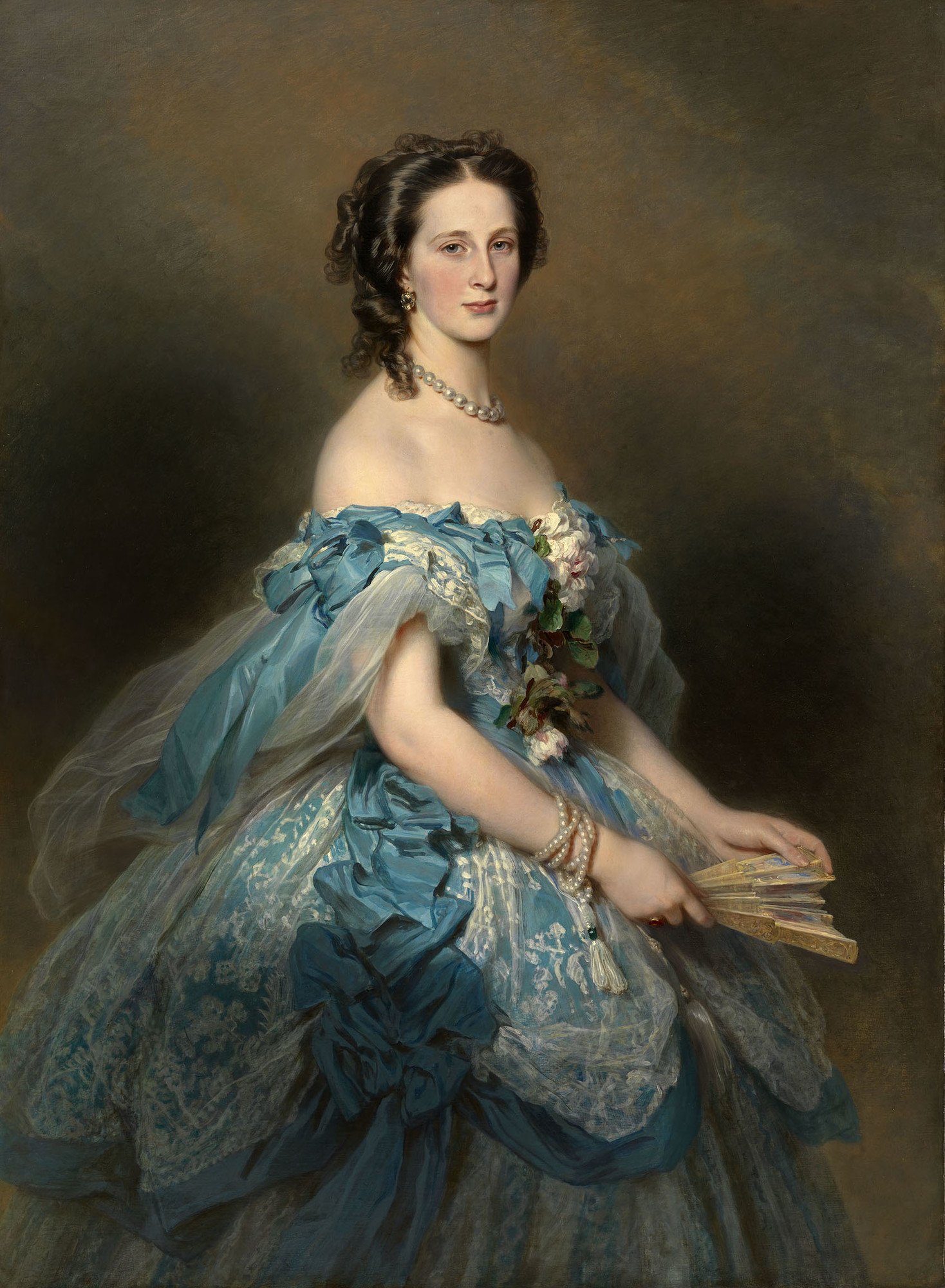
1850年頃、ロシア大公妃アレクサンドラ・イオシフォヴナ
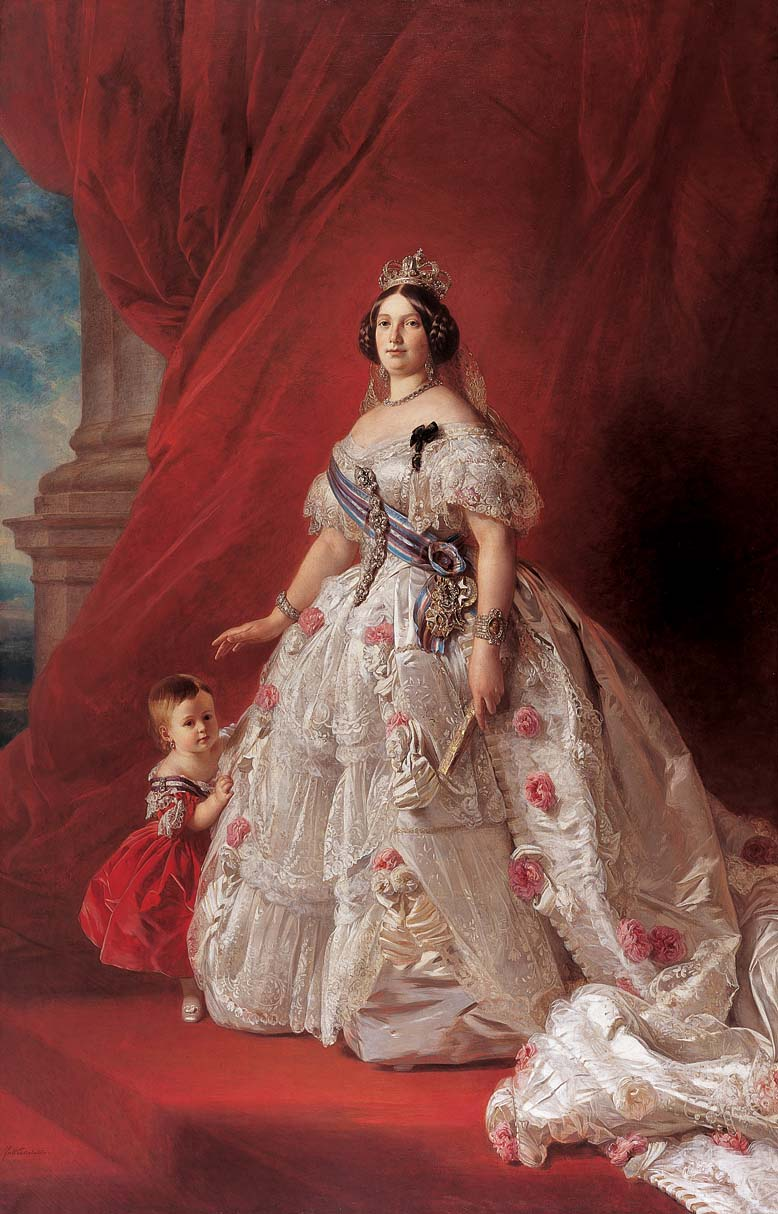
1852年、スペイン女王イサベル2世とイサベル王女
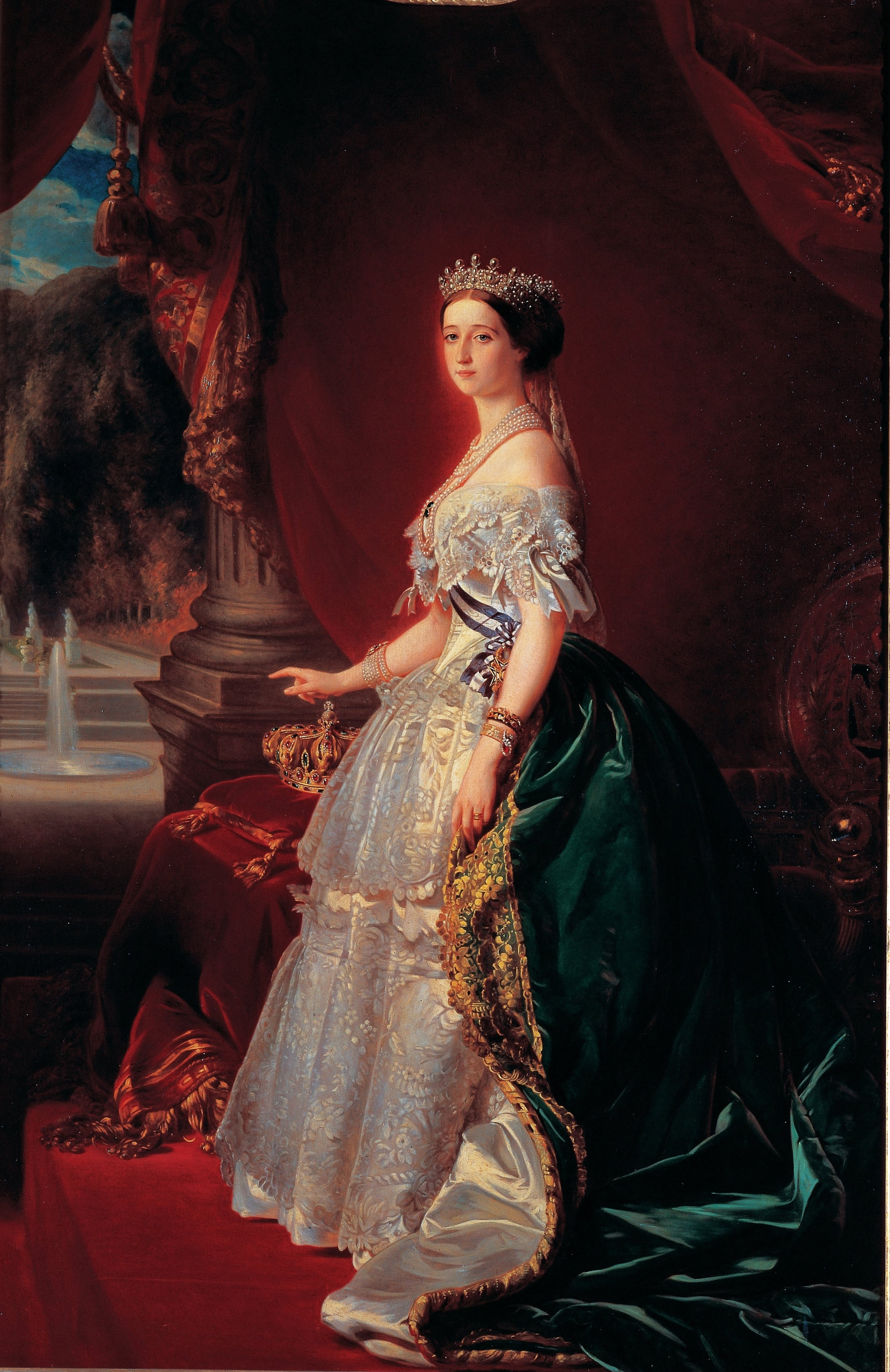
1852年、フランス皇后ウジェニー
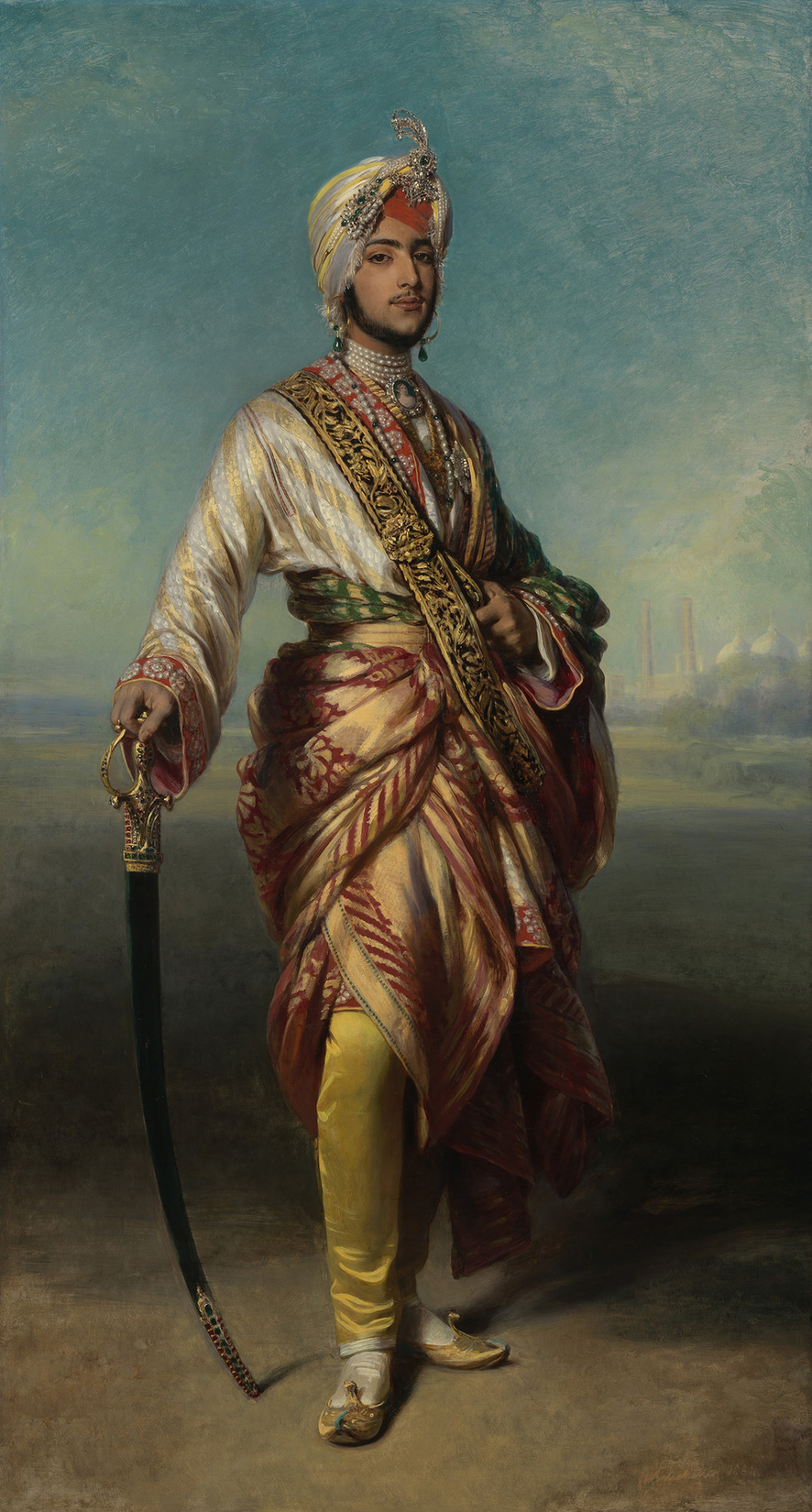
1854年、シク王ドゥリープ・シング
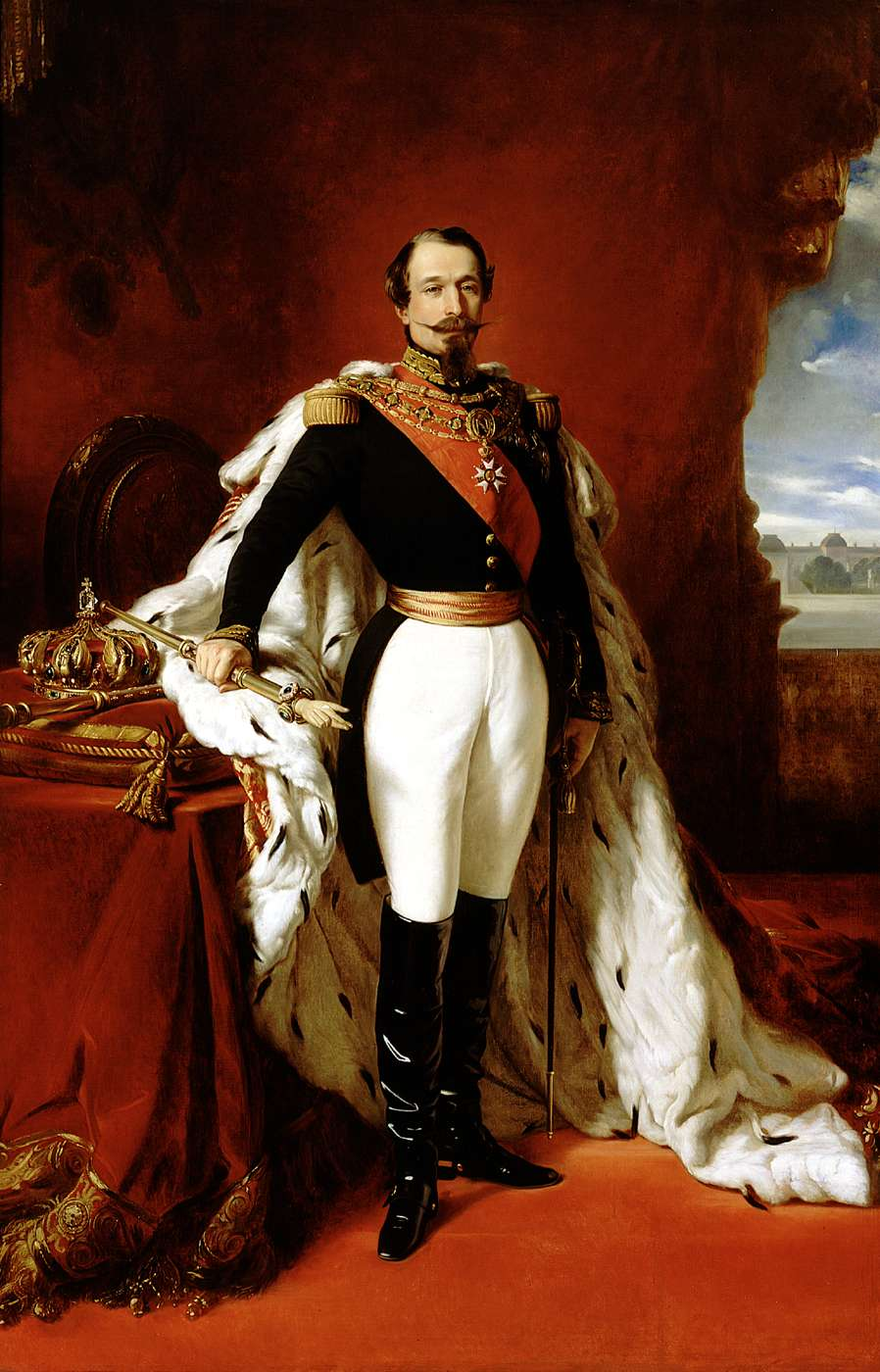
1855年、フランス皇帝ナポレオン3世
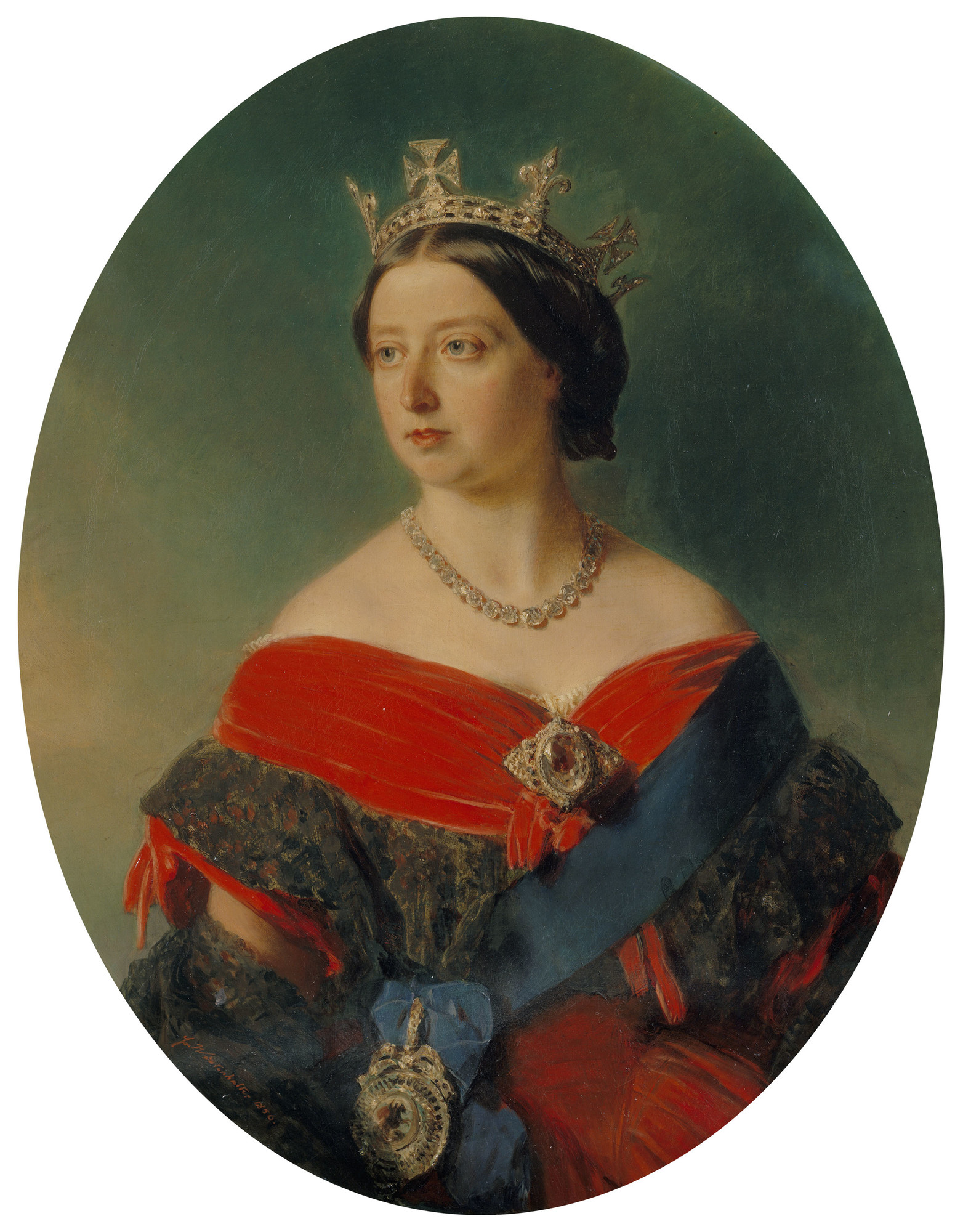
1856年、イギリス女王ヴィクトリア
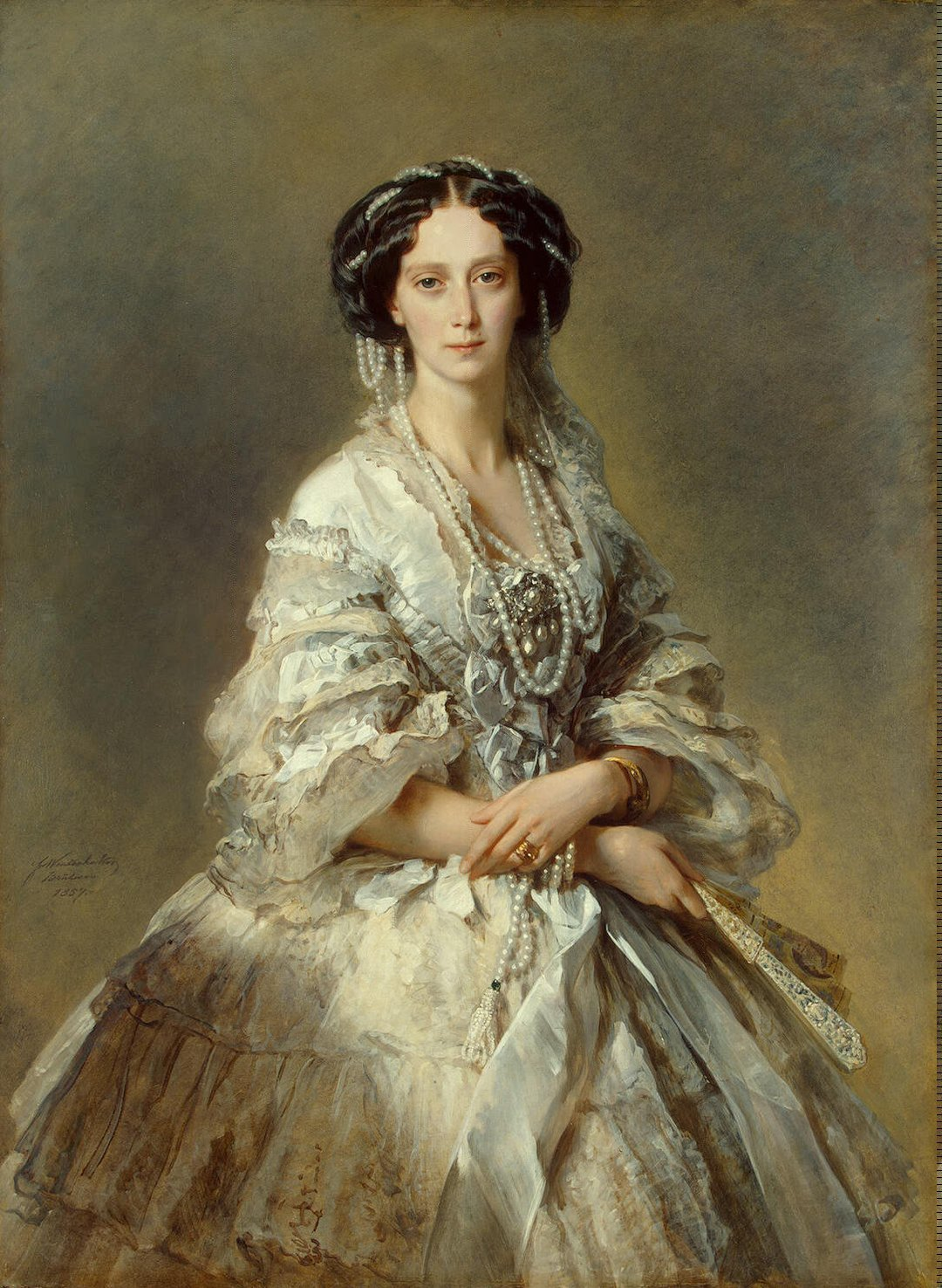
1857年、ロシア皇后マリア・アレクサンドロヴナ
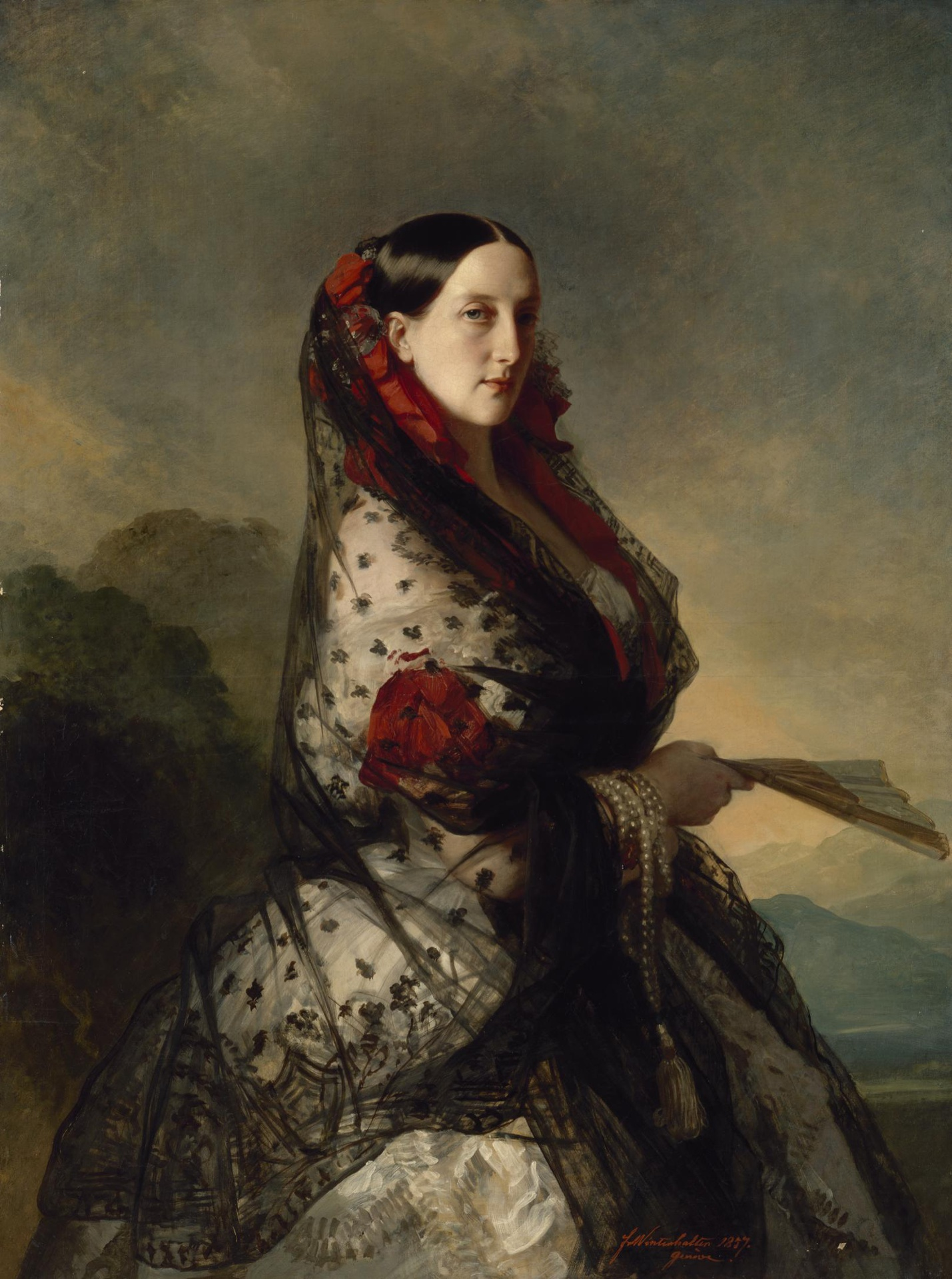
1857年、ロイヒテンベルク公妃マリア・ニコラエヴナ
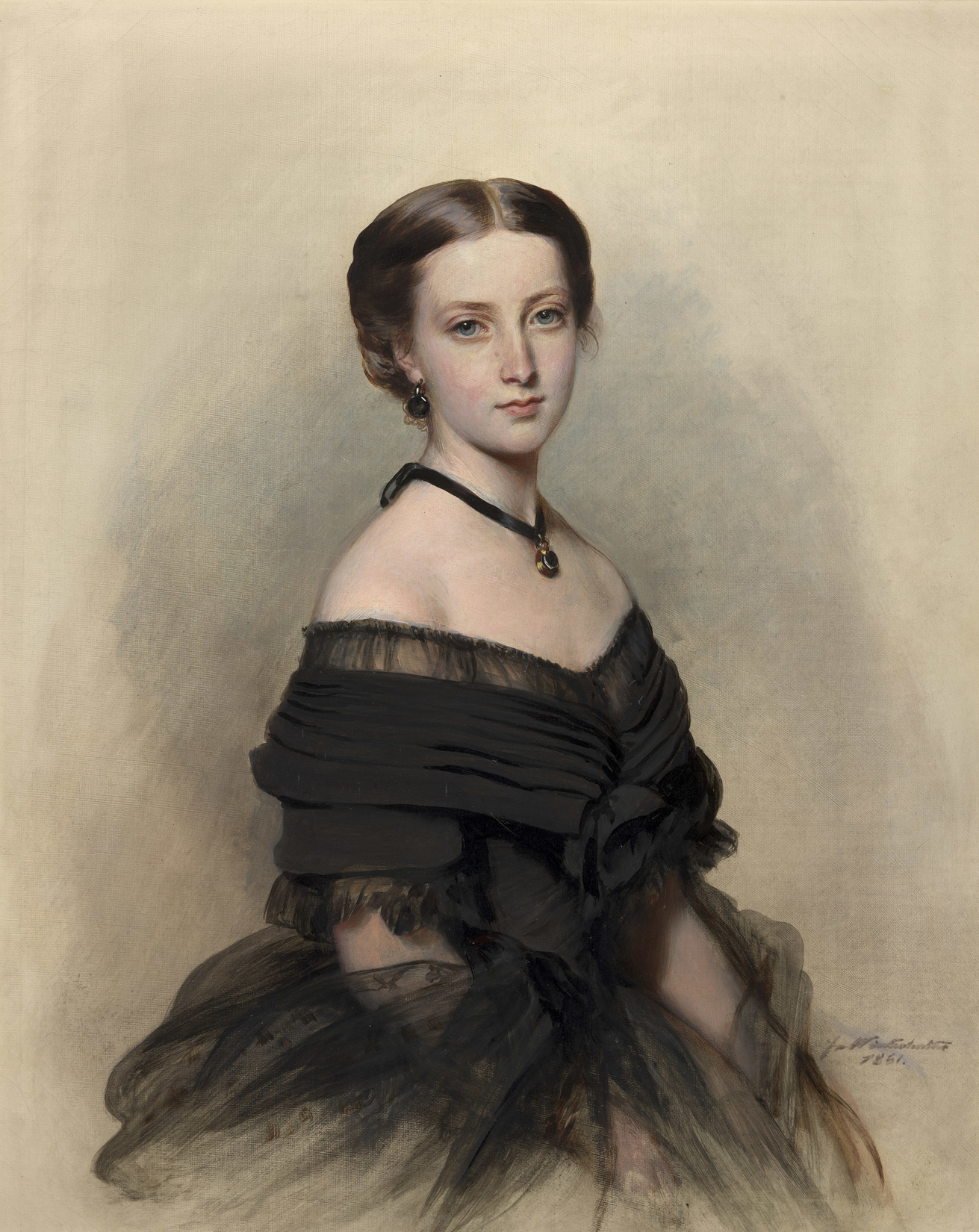
1861年、イギリス王女ヘレナ
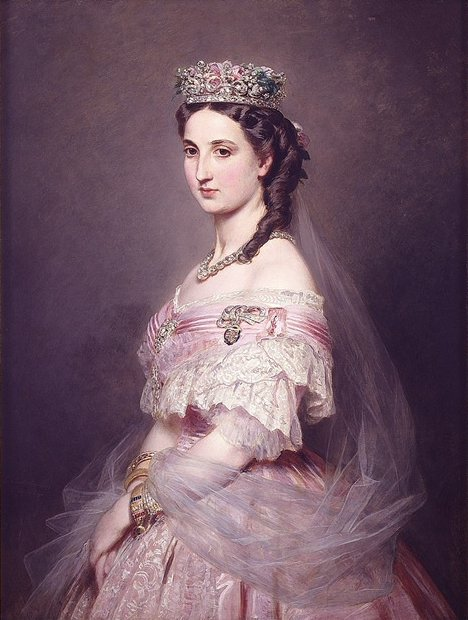
1864年、メキシコ皇后カルロータ
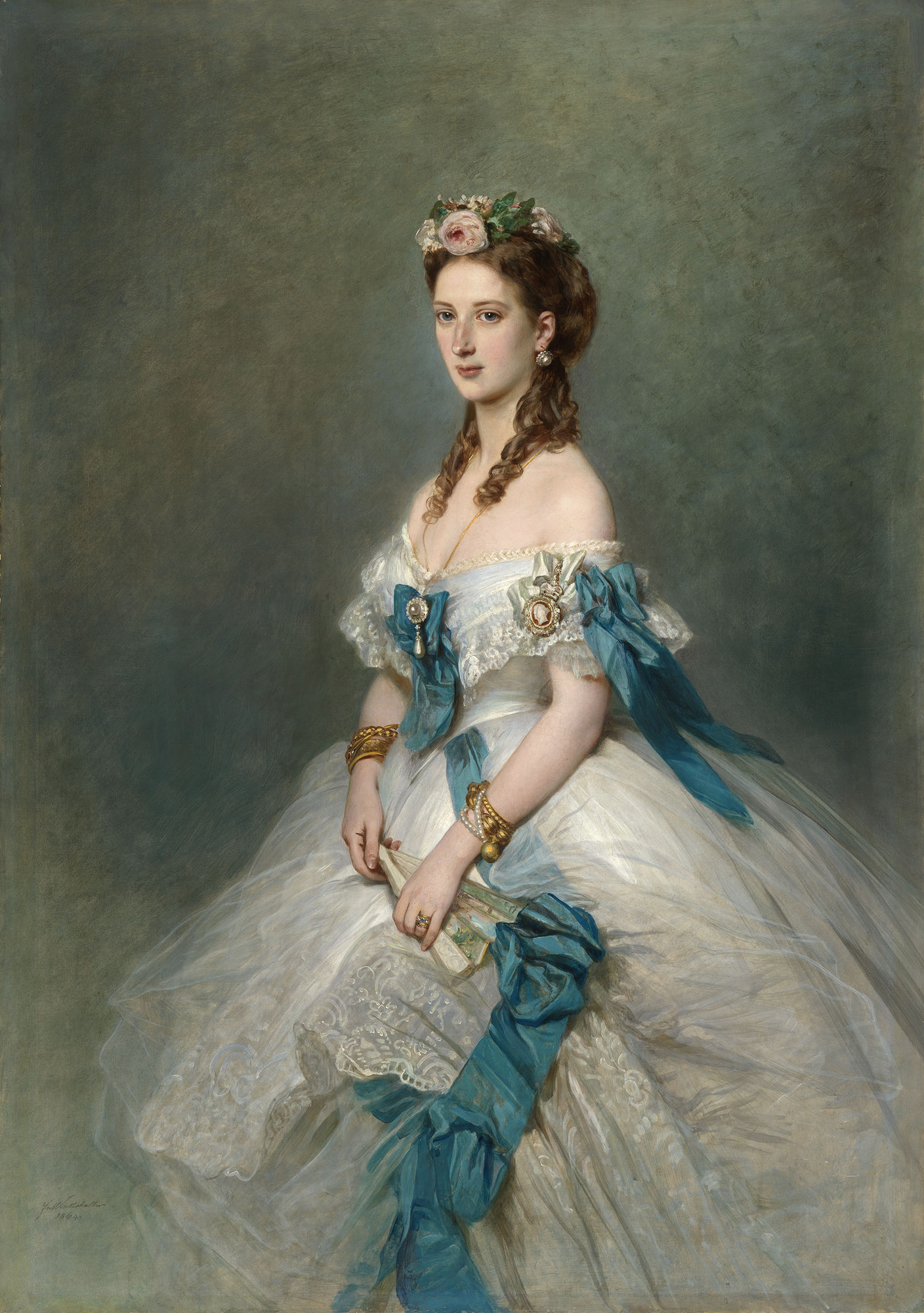
同、イギリス王太子妃アレクサンドラ
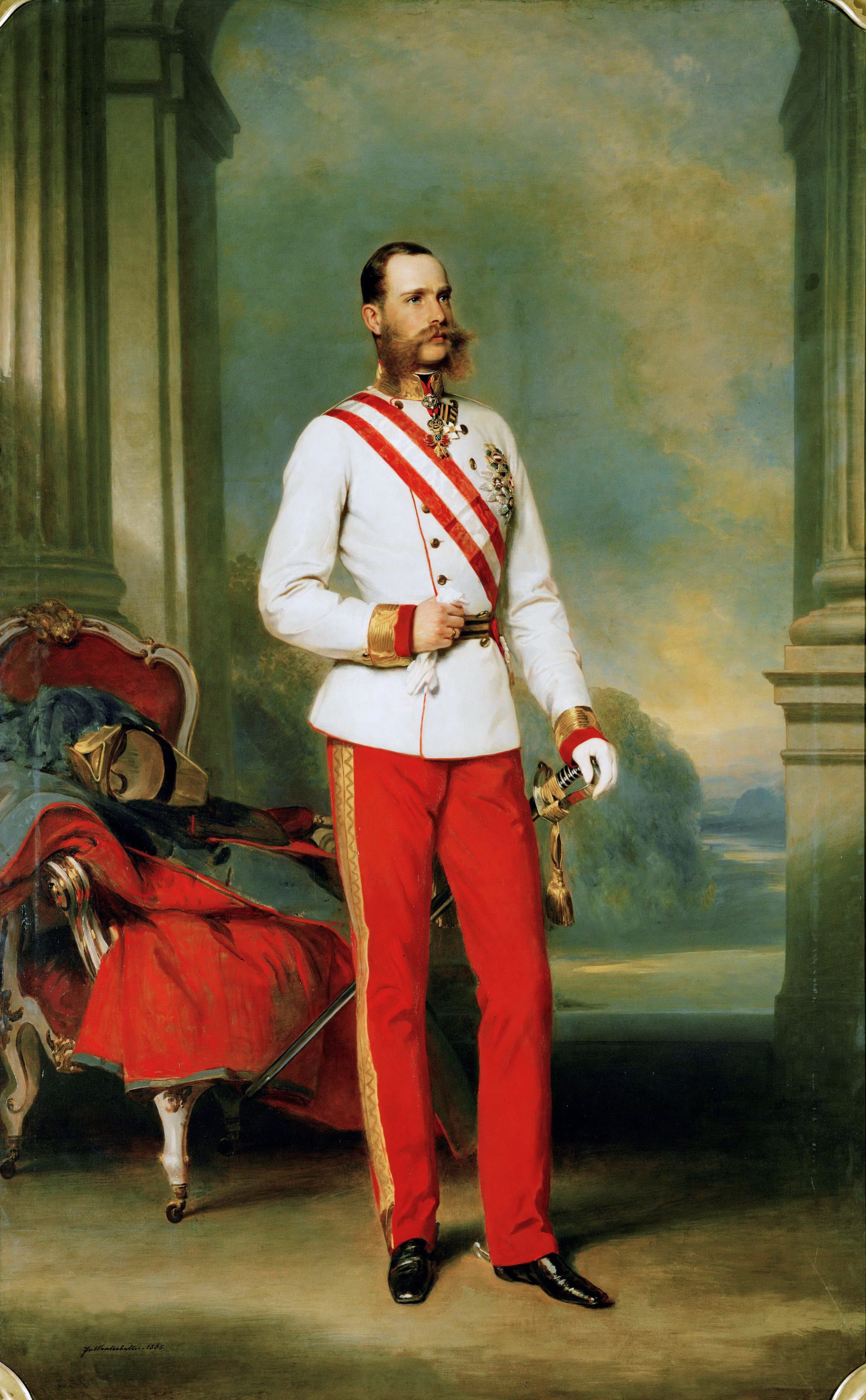
1865年、オーストリア皇帝フランツ・ヨーゼフ1世
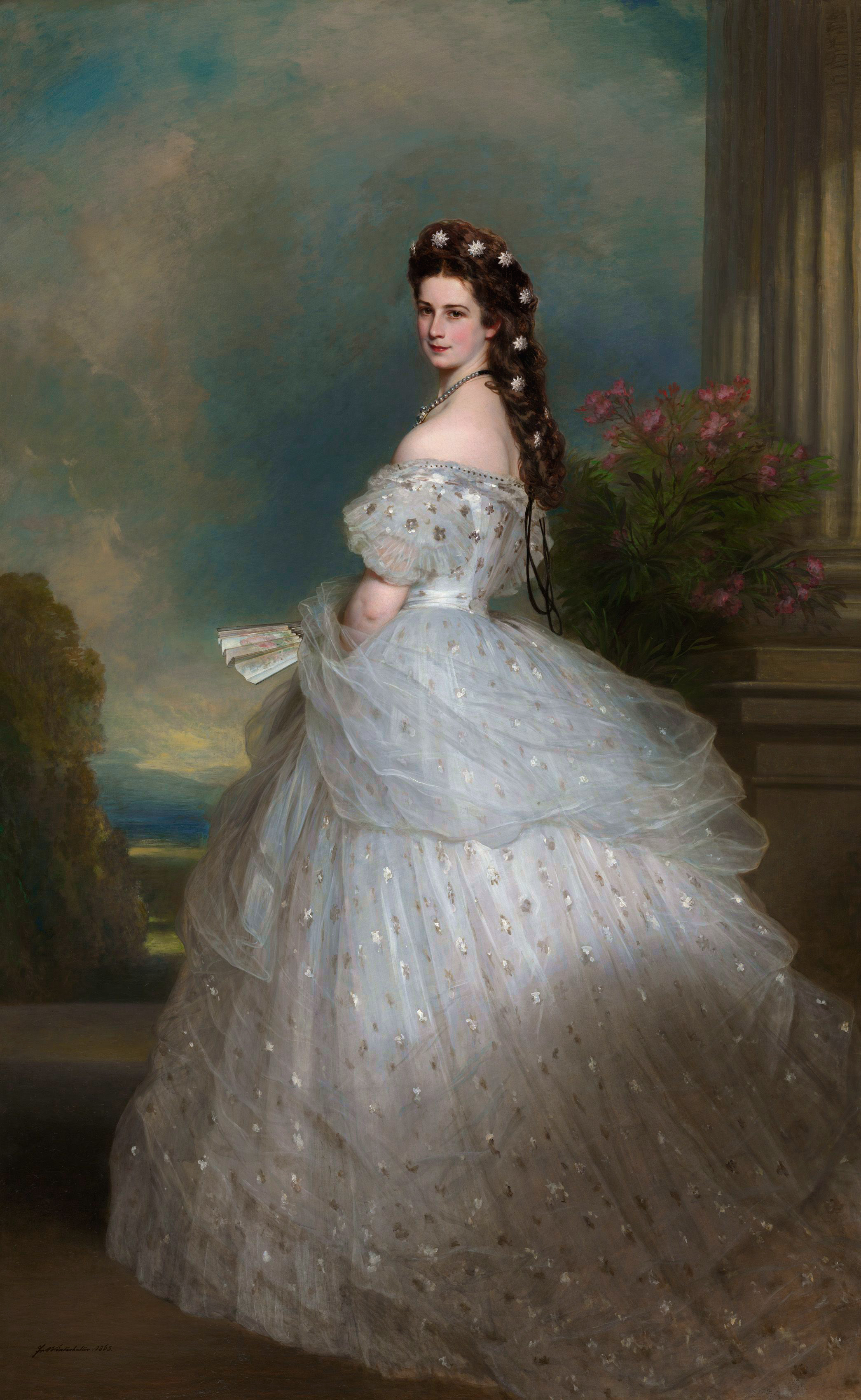
同、オーストリア皇后エリーザベト
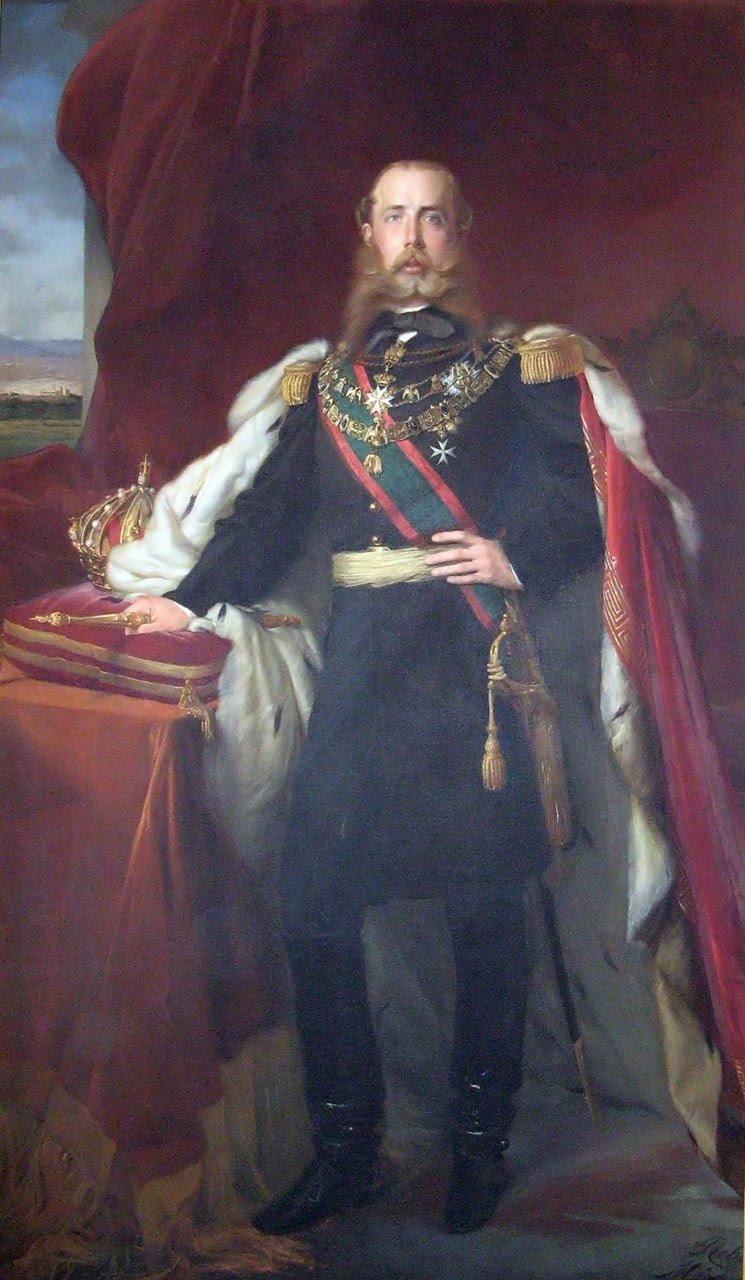
同、メキシコ皇帝マクシミリアン
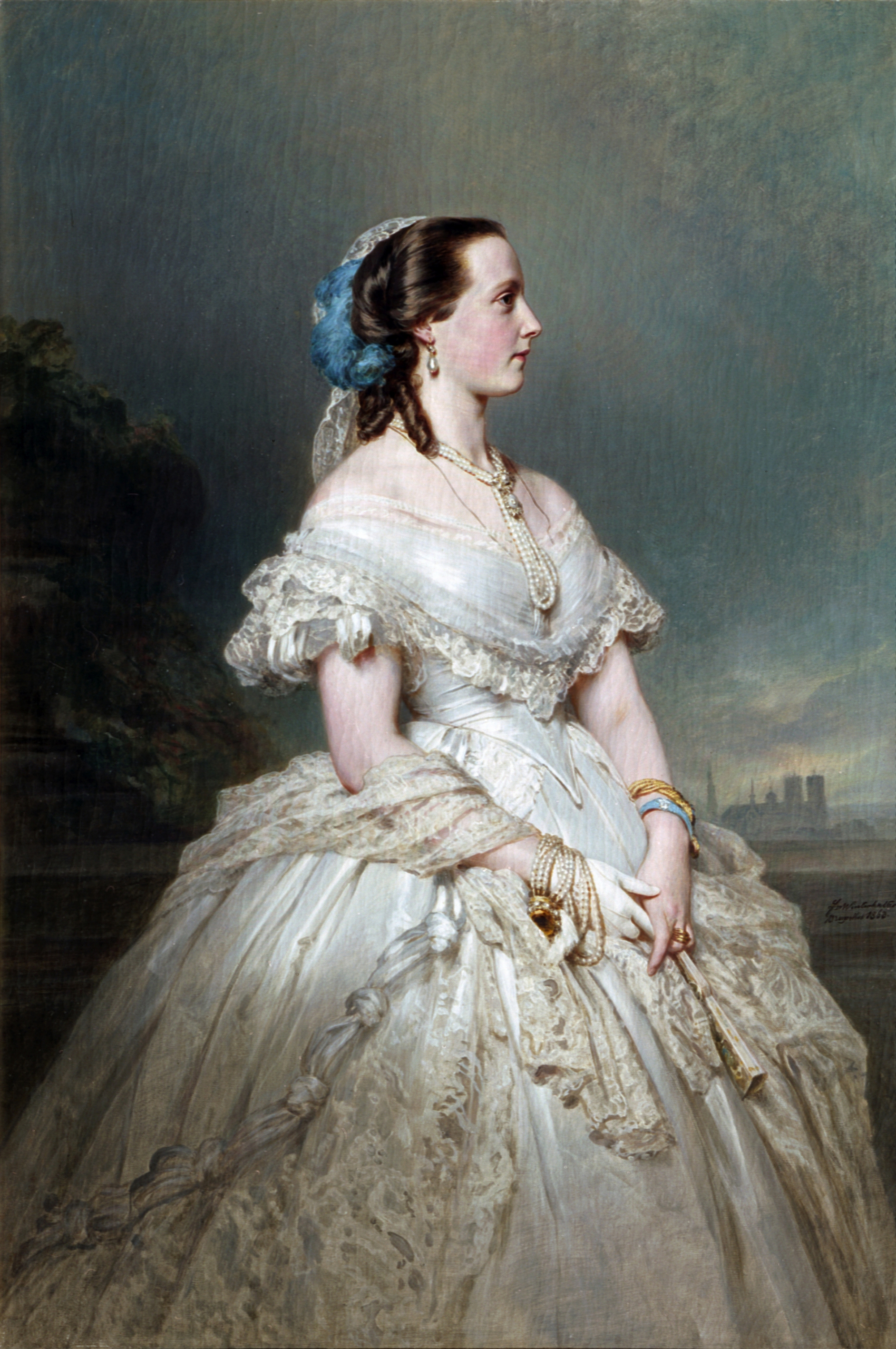
同、ベルギー王妃マリー＝アンリエット
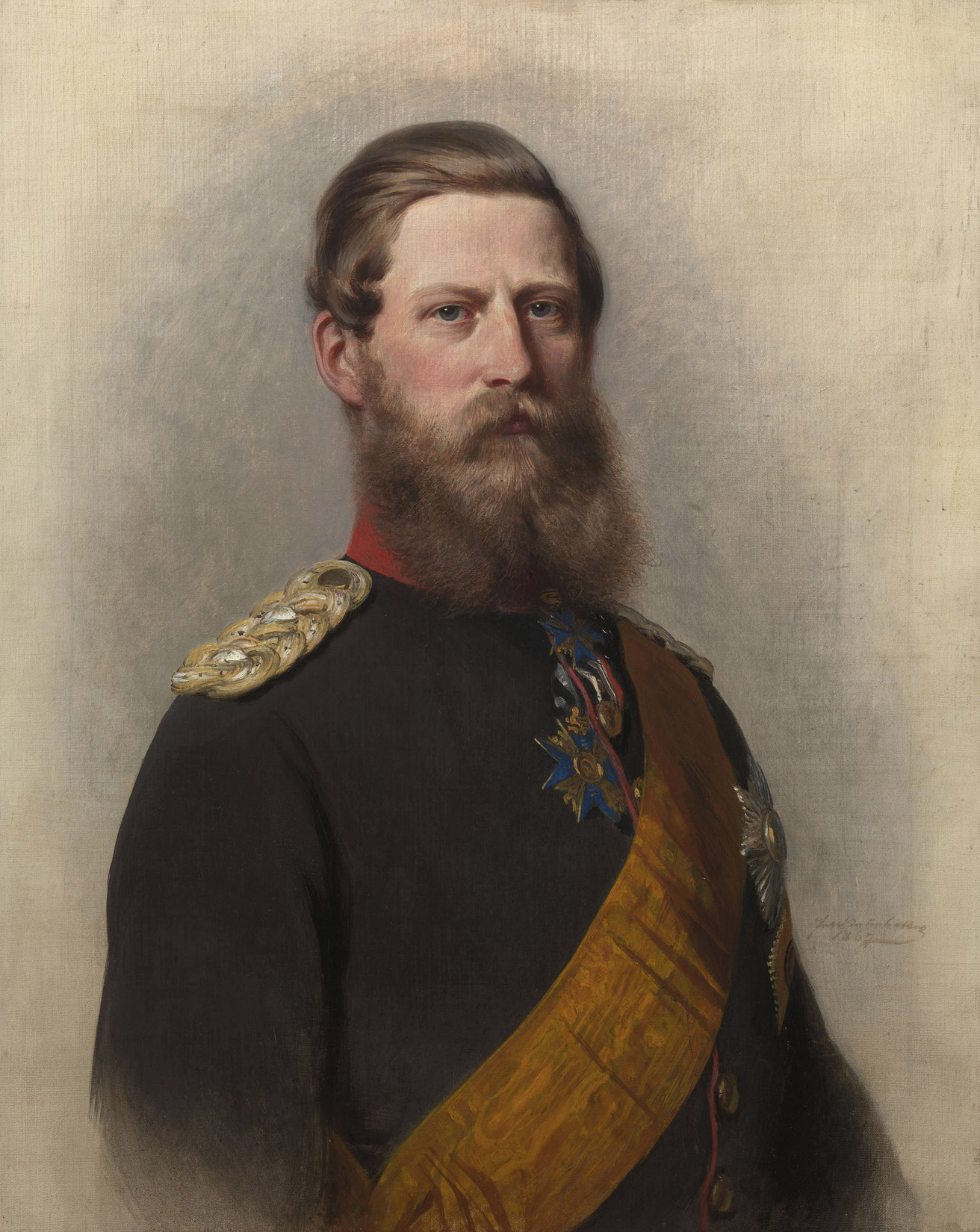
1867年、プロイセン王太子フリードリヒ
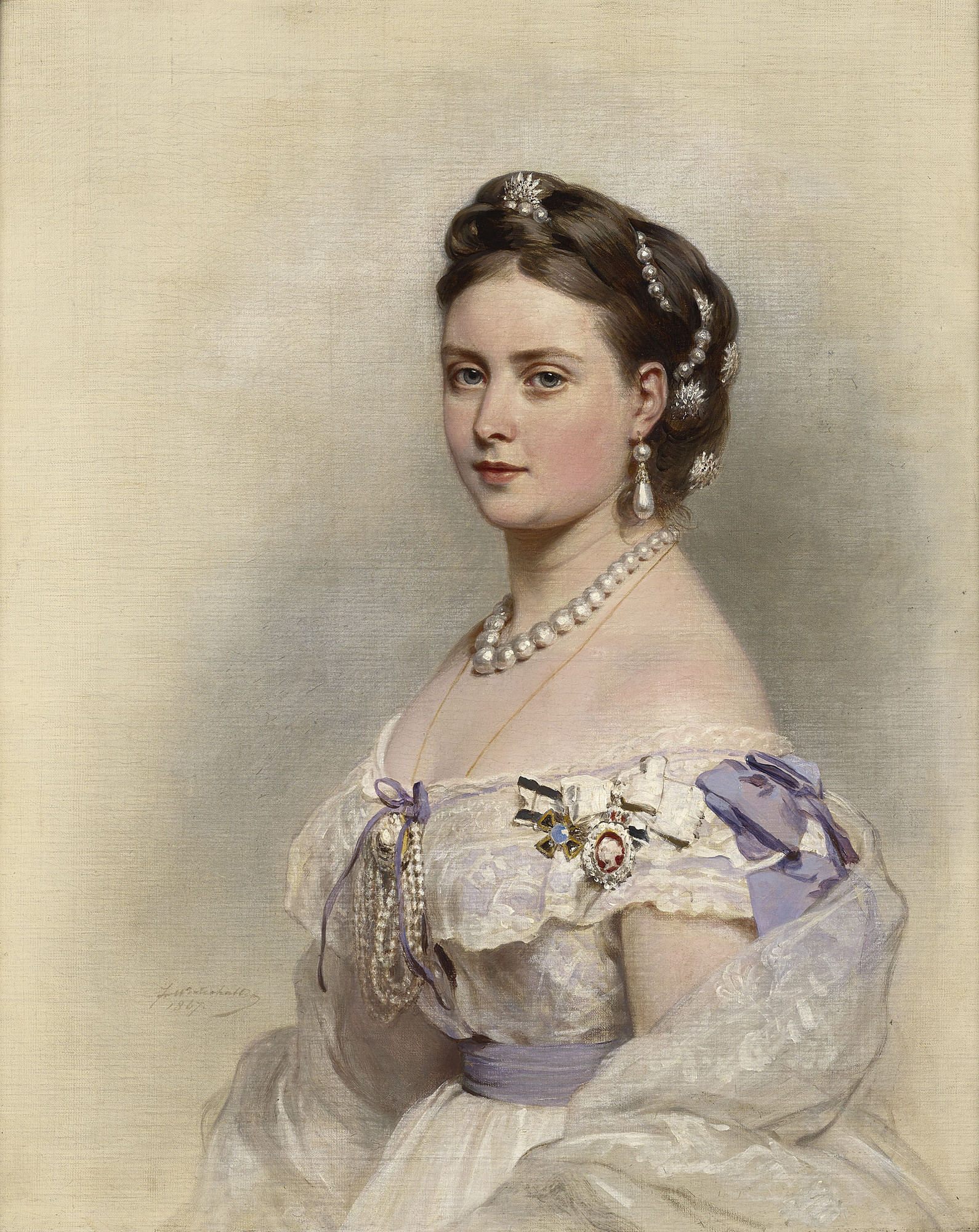
1867年、プロイセン王太子妃ヴィクトリア

家族肖像画

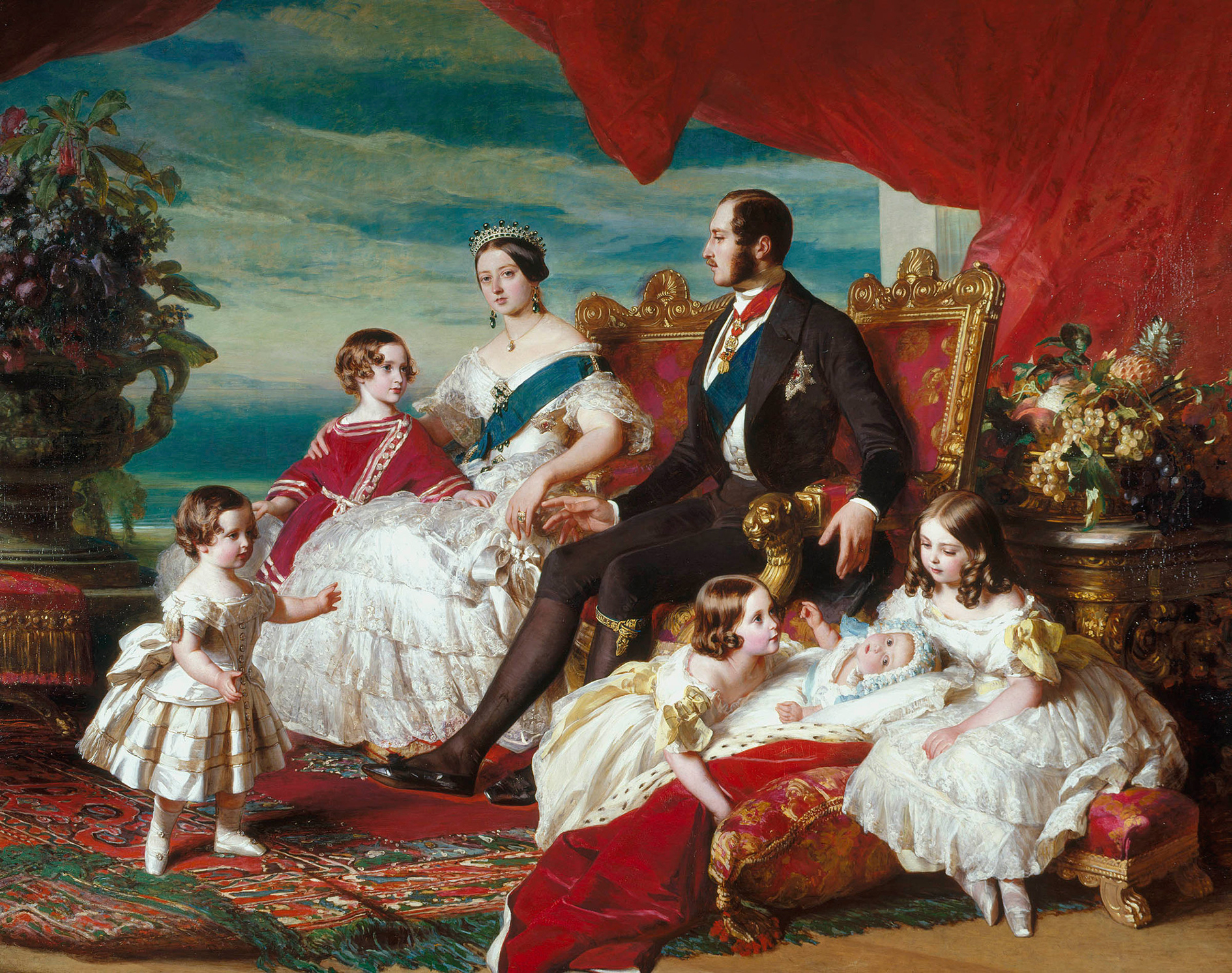
1847年、イギリス女王ヴィクトリア、アルバート王配一家
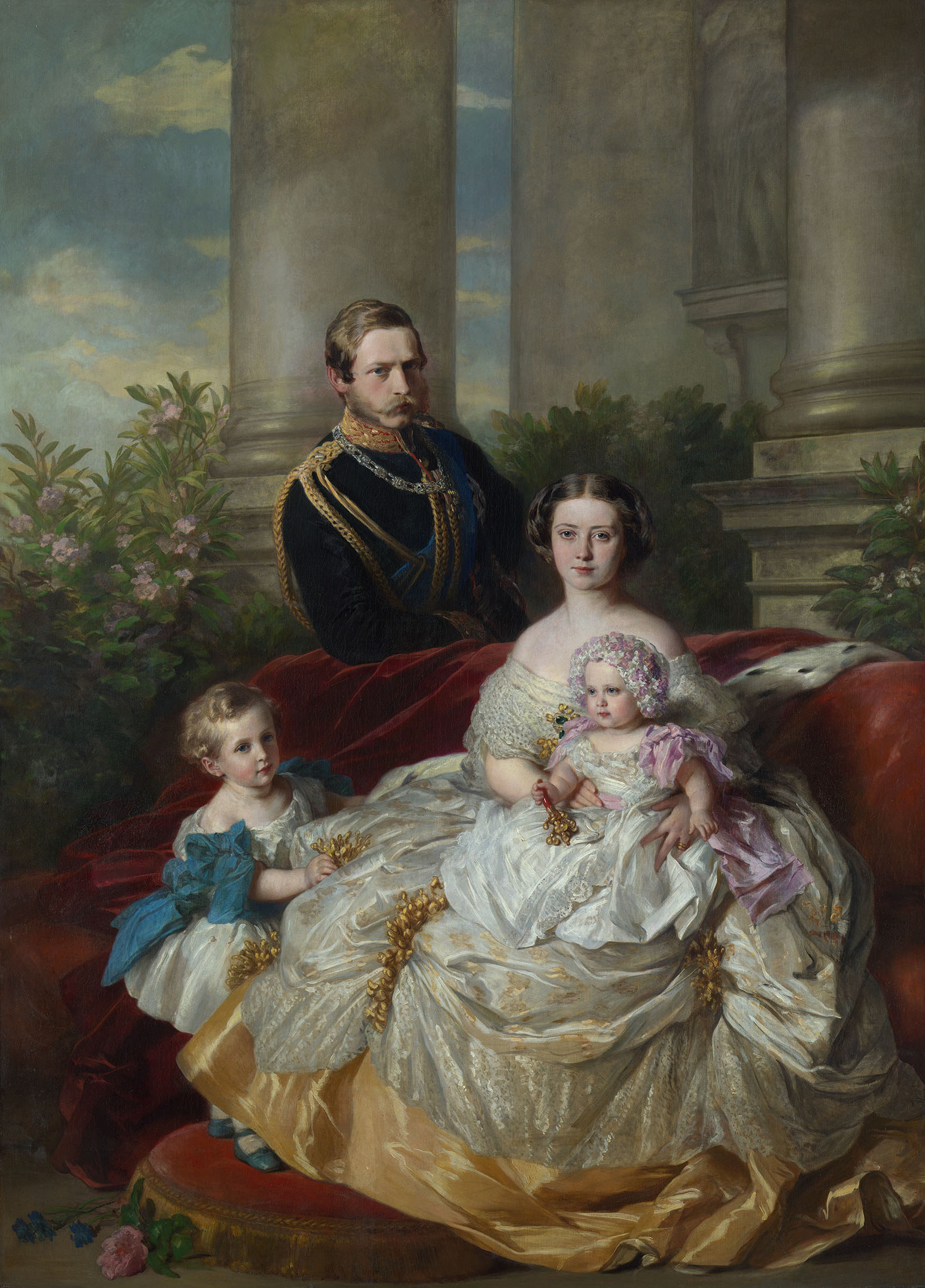
1862年、プロイセン王太子フリードリヒ、ヴィクトリア妃一家

複数人が描かれた肖像画

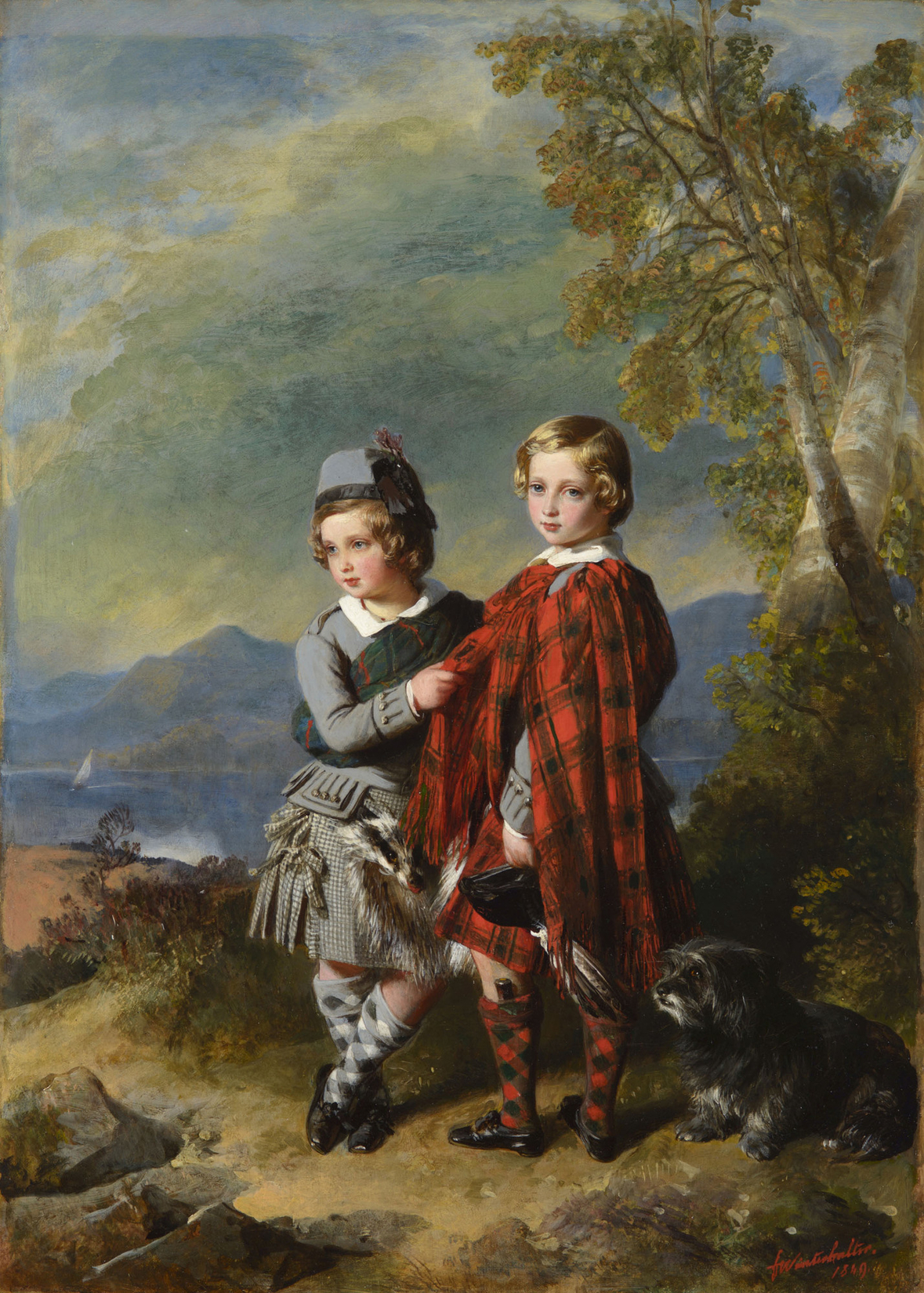
1849年、イギリス王太子アルバート・エドワードと弟アルフレート王子
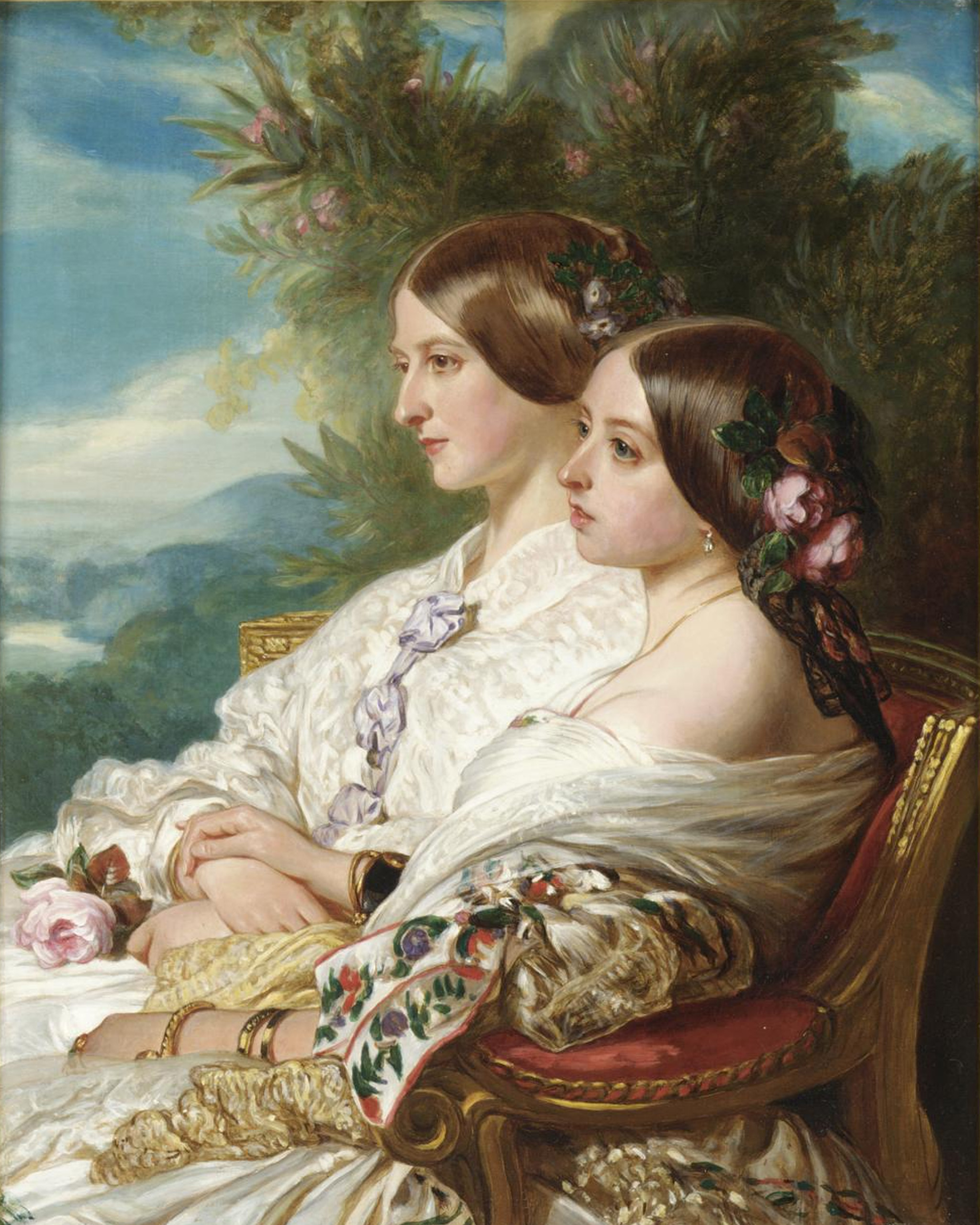
1852年、同名の従姉妹（ヌムール公爵夫人ヴィクトワール（奥）とイギリス女王ヴィクトリア（手前））。